# Parti démocrate du Japon
Pour les articles homonymes, voir Parti démocrate.
Le Parti démocrate du Japon (民主党, Minshutō, PDJ), a été l'un des deux principaux partis politiques du Japon de la fin des années 1990 à la première moitié des années 2010, créé en 1996 et refondé en 1998, il formait la principale force d'opposition au gouvernement dominé par le Parti libéral-démocrate jusqu'en 2009, date de sa victoire aux élections législatives, avant de retourner dans l'opposition trois ans plus tard. Généralement placé au centre gauche de l'échiquier politique japonais, ses différentes factions défendaient des idéologies allant du libéralisme économique à la social-démocratie. Il était lié à la Confédération syndicale japonaise (日本 労働組合 総連合会, Nihon Rōdōkumiai Sōrengōkai), ou RENGO (連合), premier syndicat du Japon.
Le parti a remporté sa première réelle victoire aux élections de 2007 à la chambre haute, et détient alors, avec ses alliés du Parti social-démocrate, la majorité à la Chambre des conseillers, ce qui lui permet de rendre la tâche relativement difficile à la majorité de centre droit du PLD-Kōmeitō. L'ancien président du PDJ et chef de l'opposition parlementaire, Ichirō Ozawa, ancien chef du Parti libéral qui a fusionné avec le PDJ en 2003, a été élu le 7 avril 2006 mais, à la suite d'un scandale politico-financier touchant l'un de ses principaux collaborateurs, il annonce sa démission le 11 mai 2009. Par un vote des représentants et des conseillers du PDJ, Yukio Hatoyama, son secrétaire général, le remplace le 16 mai 2009. Le parti remporte une victoire historique après les élections législatives japonaises de 2009, et Yukio Hatoyama est nommé Premier ministre le 16 septembre 2009. Il annonce toutefois sa démission le 2 juin 2010, et Naoto Kan est élu deux jours plus tard pour le remplacer à la tête du parti. Il quitte sa fonction à son tour le 26 août 2011, et Yoshihiko Noda lui succède trois jours après. Il subit une importante défaite électorale lors des élections législatives du 16 décembre 2012 et retourne alors dans l'opposition, après trois années difficiles au pouvoir.
Le 24 février 2016, après des mois de négociations, le PDJ accepte de fusionner avec le Parti de la restauration (維新の党, Ishin no tō) pour former la nouvelle force principale de l'opposition parlementaire japonaise, le Parti démocrate progressiste (民進党, Minshintō). Ce nouveau parti est officiellement créé le 27 mars 2016.

## Histoire

### Le premier PDJ (1996-1998)
Créé le 11 septembre 1996, le congrès fondateur de ce nouveau parti a lieu le 29 du même mois, en vue des élections législatives du 20 octobre. Les origines politiques de ses membres sont alors, :
- le Nouveau parti pionnier (ou Nouveau parti Sakigake, NPS), l'un des nombreux mouvements d'obédience centriste ou de centre droit créés en 1992-1993 par des dissidents du PLD qui a contribué à la mise à l'écart du pouvoir de ce dernier de 1993 à 1994. Renforcé par des parlementaires du petit parti de la Fédération sociale-démocrate (FSD) ou du Nouveau parti du Japon (NPJ) en 1994, le NPS rejoint, en juin de la même année, la grande coalition formée par le Parti socialiste japonais et le PLD, avec un socialiste, Tomiichi Murayama, comme Premier ministre. Mais lorsque le président du PLD, Ryūtarō Hashimoto, accède à la fonction de chef de gouvernement en janvier 1996, de nombreux poids lourds du NPS ne cachent pas leur désaccord avec un retour au pouvoir de l'ancien parti majoritaire. Finalement, après la dissolution de la Chambre des représentants et la convocation d'élections anticipées, une grande partie des parlementaires du parti (14 représentants sur 23 et 1 conseiller sur 4), emmenés par Yukio Hatoyama (ancien du PLD) et Naoto Kan (ancien de la Fédération sociale-démocrate, ministre sortant de la Santé de Hashimoto qui a gagné une très forte popularité pour avoir tenu tête à l'appareil bureaucratique en s'excusant publiquement pour le scandale du sang contaminé qui a vu la contamination par le virus HIV de près de 40 % de la population hémophile du Japon, et en ayant lancé une enquête active sur le sujet), font dissidence et sont à l'origine de la création de ce premier PDJ.
- le Parti socialiste japonais, qui fut le principal parti d'opposition au PLD de 1955 à 1993, la première force de la coalition anti-PLD de 1993 à 1994 et l'une des principales composantes de la Grande Coalition au pouvoir de 1994 à 1996, son leader, Tomiichi Murayama, fut même Premier ministre de juin 1994 à janvier 1996. Le retour d'un chef de gouvernement issu du PLD et la transformation du PSJ en Parti social-démocrate pousse, comme au NPS, à la scission : la moitié des parlementaires (31 représentants sur 61 et 4 conseillers sur 39) socialistes, issus de l'aile droite et réformatrice du parti ayant échoué à le transformer en un « parti libéral (au sens anglo-saxon du terme) et social-démocrate » sur le modèle du New Labour britannique de Tony Blair, dont surtout Hirotaka Akamatsu, Nobuyuki Sekiyama et Hisamitsu Sugano, vont le quitter et rejoindre l'opposition en participant à la fondation du PDJ dont ils constituent le gros des troupes. Cette dissidence est d'autant plus facilitée que l'un des poids lourds du parti, et ancien gouverneur d'Hokkaidō (de 1983 à 1995), Takahiro Yokomichi, a lui aussi rejoint le PDJ. Ainsi, entre novembre 1996 et juin 1997, pas moins de douze membres supplémentaires du groupe PSD à la Chambre des conseillers font sécession pour rejoindre celui des démocrates (quatre le 14 novembre 1996, six le 13 janvier 1997, un le 20 janvier suivant et un le 19 juin de la même année[7]).
- la Ligue des Citoyens, petit parti centriste fondé en décembre 1995 par des dissidents du PSJ (déçus de l'alliance de ce dernier avec le PLD) dont Sadao Yamahana et d'anciens membres du NPJ (premier mouvement créé par des sécessions du PLD en 1992 et dont l'essentiel s'est fondu dans le Shinshintō en 1994) dont Banri Kaieda. Reprenant le principe de Troisième voie telle que définie à la même époque par le président américain démocrate Bill Clinton ou le leader travailliste britannique Tony Blair, la Ligue des Citoyens se dissout dans le PDJ et ses cinq représentants (uniques parlementaires détenus par le parti) le rejoignent.
- le Shinshintō, grand parti d'opposition fondé essentiellement par les anciens membres de la coalition anti-PLD et non-communiste de 1993-1994 qui ont refusé de rejoindre la majorité PSJ-PLD, rejoints par de nouveaux dissidents de ce dernier hostiles à une alliance de leur parti avec les socialistes. L'accession à la présidence du parti en 1995 du très autoritaire Ichirō Ozawa, ayant déjà derrière lui une longue carrière politique, est critiquée notamment au sein des jeunes du mouvement. Parmi eux, seul Kunio Hatoyama, frère de Yukio, rejoint le PDJ à sa formation, mais il est bientôt rejoint, le 27 décembre 1996, par un proche membre de la Chambre des conseillers, Katsuya Ogawa.
- un indépendant et ancien du NPS (et avant cela du PLD) dont il avait démissionné en 1995, Kenichirō Satō.

Au moment de sa création, le PDJ compte donc déjà 50 membres de la Chambre des représentants (les 31 socialistes, les 14 NPS et les 5 de la Ligue des Citoyens, nombre rapidement porté à 52 avec le ralliement ultérieur de Kunio Hatoyama et Kenichirō Satō) sur 511 et 5 conseillers (4 socialistes et 1 NPS) sur 252. Lors du congrès fondateur du 29 septembre 1996, deux coprésidents sont désignés à la tête du PDJ : Naoto Kan (chargé des « affaires politiques ») et Yukio Hatoyama (chargé des « affaires internes au parti »). Politiquement, il met l'accent sur la limitation du rôle de l'État et de la bureaucratie, et donc sur une réforme administrative, une décentralisation, déconcentration et dérégulation, et sur la défense des libertés individuelles. Toutefois, les deux leaders ne semblent pas totalement d'accord sur la manière d'organiser le mouvement : si Naoto Kan milite pour s'appuyer sur de petites formations politiques locales de défense des droits des citoyens et pour une « opposition constructive » (建設的 野党, Kensetsu-teki Yatō) au PLD (n'excluant pas de former avec celui-ci une coalition gouvernementale si la situation l'exige), Yukio Hatoyama veut avant tout en faire un grand rassemblement populaire directement basé sur l'opinion publique, le plus éloigné possible de l'organisation traditionnelle des grands partis japonais et inscrit dans une « opposition complète » (健全 野党, Kenzen Yatō). Un compromis est bientôt trouvé, en mars 1997, entre les deux visions et surtout sur l'attitude à adopter vis-à-vis du parti au pouvoir, en s'approchant toutefois plus du Kensetsu-teki Yatō de Kan : tout en refusant de participer au Cabinet, le PDJ adopte une stratégie de négociation permanente avec le gouvernement en lui fournissant des projets ou contre-projets de loi. Cette attitude, jugée incohérente par les observateurs mais rassure l'électorat attaché à la stabilité et au statu quo politique, vaut au PDJ le surnom de Yutō (ゆ党), ce qui ne signifie rien en japonais mais souligne le caractère indéfinissable de sa position entre un parti au pouvoir (与党, Yotō) et un parti d'opposition (野党, Yatō) traditionnels (le hiragana ゆ yu étant situé dans le syllabaire japonais entre le や ya et le よ yo).
Aux élections législatives du 20 octobre 1996, ce tout jeune parti remporte un relatif succès puisqu'il devient la troisième force politique du pays et la deuxième de l'opposition, derrière le PLD et le Shinshintō. Il maintient son nombre de représentants (52 élus sur 500, dont 17 dans des circonscriptions au scrutin majoritaire uninominal, et 35 à la proportionnelle régionale), et surtout s'impose à l'ancien électorat des deux principaux partis dont il est issu (le PSD tombe alors à seulement 15 sièges et le NPS n'a plus que deux députés). Il s'implante particulièrement bien : 
- à Hokkaidō (« fief » électoral de Yukio Hatoyama et Takahiro Yokomichi, qui y sont tous deux réélus députés) où il remporte cinq des treize circonscriptions (contre six au PLD et deux au Shinshintō) et sa liste y arrive en tête au scrutin à la proportionnelle avec 31,8 % des suffrages et trois des neuf sièges à pourvoir (soit autant d'élus que le PLD qui a obtenu presque 100 000 voix de moins).
- dans le Grand Tokyo avec :
  - quatre circonscriptions sur les vingt-cinq de la métropole de Tokyo (dont Kunio Hatoyama dans la seconde et Naoto Kan dans la dix-huitième, contre quatorze au PLD, six au Shinshintō et un indépendant) et cinq sièges sur les dix-neuf à la proportionnelle du bloc correspondant (autant que le PLD et le Shinshintō, avec 23,4 % des suffrages exprimés la liste PDJ se classe en troisième position en ayant très peu d'écart avec ses deux concurrentes principales, parmi les élus se trouvent des poids lourds défaits au scrutin majoritaire comme Banri Kaieda, battu dans la première circonscription par le candidat PLD Kaoru Yosano).
  - une sur les dix-huit circonscriptions de la préfecture de Kanagawa (la sixième, à Yokohama, contre neuf au PLD et sept au Shinshintō qui est particulièrement bien implanté dans les secteurs urbains et industriels de Yokohama et Kawasaki) et également une sur les douze que compte la préfecture de Chiba (la cinquième, soit une partie de la ville d'Ichikawa, limitrophe de Tōkyō, contre neuf circonscriptions au PLD et deux au Shinshintō). À la proportionnelle, la liste du PDJ arrive là encore en troisième position dans le bloc du sud Kantō (Kanagawa-Chiba-Yamanashi) avec 21,2 % des suffrages et cinq élus sur vingt-trois (contre 29 % et sept élus pour le PLD et 26,55 % et également sept sièges pour le Shinshintō).
  - une sur les huit de la préfecture de Shizuoka (et la seule comportant des parties périurbaines pouvant être considérées comme faisant partie du Grand Tokyo, à savoir la sixième, à la limite de la préfecture de Kanagawa)
  - quatre élus à la proportionnelle sur les vingt-et-un du bloc du nord Kantō (Saitama-Ibaraki-Gunma-Tochigi), la liste PDJ y obtenant encore la troisième place avec 17,2 % des voix, cette fois-ci loin derrière le PLD (34,9 % et 8 élus) et le Shinshintō (26,7 % et six sièges).

Le 18 septembre 1997, le système de la double présidence est abolie : Naoto Kan reste le seul dirigeant quand Yukio Hatoyama devient secrétaire général et no 2 du parti. La dissolution, le 31 décembre de cette même année, du Shinshintō et son explosion en six partis ouvrent la porte à l'élargissement du PDJ.

### La formation du nouveau PDJ (1998)
Le 8 janvier 1998, un groupe commun réunissant six partis d'opposition est formé dans les deux chambres de la Diète sous le nom de Fédération Démocrate - Fraternité - Soleil - Peuple (民主 友愛 太陽 国民 連合, Minshu-Yuai-Taiyō-Kokumin-Rengō), raccourci en Minyuren (民友連). Cette coalition comprend alors 97 représentants et 41 conseillers, :
- le PDJ de Naoto Kan (52 représentants et 19 Conseillers),
- quatre mouvements issus du Shinshintō (42 représentants sur les 156 remportés par le parti en 1996, et 18 conseillers sur les 57 du groupe Shinshintō tel que constitué à la suite des élections de 1995) :
  - le « Nouveau parti de la Fraternité » (新党 友愛, Shintō Yūai?) ou NPF, fondé le 5 janvier 1998 par les anciens du vieux Parti démocrate socialiste (petit parti de centre gauche de type socialiste démocratique et anti-communiste créé en 1960 par des dissidents issus de l'aile droite du PSJ de l'époque et qui s'était dissout en 1994 dans le Shinshintō, à ne pas confondre avec le PSD fondé sur les cendres du parti socialiste en 1996). Dirigé par Kansei Nakano (le dernier secrétaire général de l'ancien PDS), il comprend 14 représentants et 9 conseillers.
  - la « Voix du Peuple » (国民 の 声, Kokumin-no-koe?), créé le 4 janvier 1998 essentiellement par d'anciens dissidents du PLD, avec d'une part ceux ayant quitté ce grand parti de droite pour protester contre son alliance avec le PSJ en 1994 (parmi eux le leader de ce nouveau mouvement, Michihiko Kano, ancien ministre de l'Agriculture en 1989), et de l'autre ceux issus du Shinseitō (parti de Tsutomu Hata et Ichirō Ozawa créé en 1993) qui n'ont pas suivi Hata dans sa dissidence de 1997 mais ont refusé de même de continuer à soutenir Ozawa en ne rejoignant pas le parti libéral fondé par ce dernier. Il comprend 15 représentants et 3 conseillers.
  - le « Parti du Soleil » (太陽党, Taiyōtō?), premier parti né d'une sécession du Shinshintō, celle de l'ancien Premier ministre Tsutomu Hata, alors opposé à Ichirō Ozawa (avec qui il avait pourtant fondé le Shinseitō après son départ du PLD), et de ses partisans. Créé le 26 décembre 1996, il comprend 10 représentants et 3 conseillers.
  - le « From Five » (フロム ファイブ, Furomu Faibu?), formé par les derniers parlementaires du Shinshintō à être issus de l'ancien Nouveau parti du Japon (NPJ), dont son ancien leader et ex-Premier ministre de la coalition anti-PLD Morihiro Hosokawa, il comprend 3 représentants et 3 conseillers.
- le Parti des réformes démocratiques (民主 改革 連合, Minshu Kaikaku Rengō?), aussi appelé Minkairen, parti social-démocrate fondé en 1989 pour servir de bras politique au principal syndicat de l'archipel, la Confédération syndicale japonaise (日本 労働組合 総連合会, Nihon Rōdōkumiai Sōrengōkai?), plus connue tout simplement comme le RENGO (連合?). Il faisait déjà groupe commun à la Chambre des conseillers avec le premier PDJ depuis novembre 1996. Dirigé par Sadako Sasano, il ne comprend qu'un seul représentant et un seul conseiller (Sasano elle-même).
- des indépendants : deux représentants (Tatsuya Itō élu comme NPJ puis comme Shinshintō avant de siéger comme indépendant à partir de 1997, et Hirofumi Hirano, non-inscrit jusqu'alors depuis son élection en 1996) et trois conseillers (à savoir deux ex-élus en 1992 avec le NPJ ayant refusé ensuite de rejoindre le Shinshintō à sa création en 1994 et qui ont fini par faire groupe commun avec le PDJ à partir de novembre 1996 sans y adhérer, et un troisième élu sous les couleurs du Shinshintō en 1995 mais qui, à la dissolution de ce dernier, n'a adhéré à aucun parti tout en s'inscrivant à ce nouveau groupe commun).

Finalement, ces différentes formations se mettent d'accord sur la création d'un parti commun et, dès le 12 mars 1998, les dirigeants du PDJ, du NPF, du Mikairen et du Parti de la bonne gouvernance (民政党, Minseitō, abrégé en Minsei 民政, fondé le 23 janvier 1998 par la fédération des trois petites formations issues du Shinshintō de tendances libérales et réformistes et héritières de dissidences du PLD, à savoir la Voix du Peuple, le Parti du Soleil et From Five ainsi qu'un député jusqu'ici non-inscrit, Tatsuya Itō, sous la présidence de Tsutomu Hata) signent le protocole d'unification. La fusion a lieu officiellement lors du congrès tenu à l'hôtel Kitashirakawa Palace à Chiyoda (Tōkyō) le 27 avril. Gardant le nom de sa plus importante composante, le Parti démocrate du Japon (PDJ) ou Minseitō devient le nouveau grand parti d'opposition, et, parmi les groupes des deux chambres sur lesquels il s'appuie, 92 représentants sur 97 (des anciens indépendants, seul Hirofumi Hirano adhère au PDJ, tandis que Tatsuya Itō, pourtant membre du Parti de la bonne gouvernance, décide de rejoindre le PLD à l'instar de deux autres députés venant du même parti et auparavant du parti du Soleil pour l'un et de la Voie du peuple pour l'autre ; un quatrième, Toshinobu Ayawa, lui aussi issu du Parti du Soleil et de celui de la Bonne gouvernance, participe à la fondation d'un petit mouvement de divers-droite baptisé « Les Indépendants » ; enfin, Koichirō Aino, membre fondateur de la Voie du peuple puis du parti de la bonne gouvernance, décède le 20 mars, un mois avant la naissance officielle du nouveau PDJ, et, élu initialement à la proportionnelle, c'est donc son suivant de liste de 1996, désormais Kōmeitō, Junji Higashi, qui lui succède) et 38 conseillers sur 41 (là aussi tous sauf les trois anciens non-inscrits, qui continuent toutefois à faire partie du groupe commun) le rejoignent. Naoto Kan en est élu une nouvelle fois président, Kansei Nakano (ex-PDS) est président délégué (jusqu'en 1999, cette fonction est ensuite momentanément supprimée) et Tsutomu Hata devient le secrétaire général du parti.

### Construire un parti d'alternance (1998-2001)

#### Premiers succès (juillet-novembre 1998)
Bénéficiant en partie à son lancement de la popularité de son leader (Naoto Kan arrive en tête d'une série de sondages comme personnalité politique préférée des Japonais en 1997 et 1998) et de l'impopularité croissante du gouvernement, le PDJ remporte un réel succès lors du renouvellement de la moitié de la Chambre des conseillers le 12 juillet 1998 : alors que 18 des 38 conseillers du parti remettent en jeu leur siège, les démocrates sortent du scrutin avec 27 élus (dont 15 au vote unique non transférable préfectoral et 12 à la proportionnelle nationale où le PDJ s'approche du score du PLD avec 21,75 % des suffrages contre 25,2 %). Le PDJ, avec 47 conseillers sur 252, a ainsi augmenté son nombre de parlementaires de 9 personnes, et le groupe commun qu'il forme toujours avec quelques indépendants atteint les 54 membres contre 41 auparavant, quand celui des libéraux-démocrates passe de 119 à 105 élus. Surtout, l'opposition, désormais fédérée derrière le PDJ de Naoto Kan (y compris le PCJ), détient le contrôle de la chambre haute de la Diète, poussant le Premier ministre Ryūtarō Hashimoto à démissionner le 30 juillet et son successeur, Keizō Obuchi, à négocier avec Naoto Kan (qui a été élu chef de gouvernement par la Chambre des conseillers alors que Obuchi a été choisi par la Chambre des représentants qui a le dernier mot). Celui-ci joue notamment le rôle principal dans le sauvetage de la Banque de crédit de longue durée du Japon en obtenant du gouvernement sa nationalisation ou obtient l'adoption par le Parlement en septembre d'une législation de contrôle du secteur bancaire, démontrant sa capacité à gérer la crise qui touche alors le pays et renforçant sa popularité et son image de « premier-ministrable ».

#### Premières difficultés (1998-1999)
Mais cet « état de grâce » est de courte durée, puisqu'une succession d'évènement affaiblit le poids ascendant du PDJ au sein de l'électorat à partir de décembre 1998. Tout d'abord, le Parti libéral d'Ichirō Ozawa, l'un des principaux alliés du PDJ jusqu'alors, mais dont l'attachement à un fort libéralisme économique lui fait voir d'un mauvais œil le fort appareil législatif déployé pour encadrer le monde financier sous la pression de Naoto Kan, commence à négocier en vue d'une éventuelle coalition avec le PLD en décembre 1998 et entre finalement au Cabinet de Keizō Obuchi le 14 janvier 1999. Le Nouveau Kōmeitō fait de même le 5 octobre suivant, faisant perdre au PDJ le contrôle de la Chambre des conseillers et tout espoir réel de pouvoir former une majorité à la suite des élections législatives devant se tenir au plus tard en octobre 2000. À l'intérieur même du parti, certains poids lourds estiment que celui-ci s'est orienté trop à gauche : Yukio Hatoyama estime que les démocrates « sont allés trop loin alors que les élections venaient juste d'avoir lieu » tandis que son frère, Kunio Hatoyama, après s'être présenté sans succès à l'élection du gouverneur de Tōkyō comme indépendant (tout en étant officiellement soutenu par la fédération locale du PDJ, il est battu par l'écrivain nationaliste Shintarō Ishihara) retourne finalement au PLD le 23 mai 2000 (trois jours seulement avant les élections législatives).
De plus, la popularité de Naoto Kan, et donc avec lui celle du PDJ, est mise à mal en novembre 1998 par deux scandales qui le touchent pratiquement simultanément, l'un sexuel et l'autre financier. Ainsi, un hebdomadaire conservateur japonais affirme que le chef de l'opposition a passé la nuit dans une chambre d'hôtel avec une ancienne présentatrice de télévision de vingt ans sa cadette employée comme consultante par le parti. Dans le même temps, une rumeur relayée dans la presse fait état d'un pot-de-vin de 4,2 millions de dollars américains qu'auraient reçus Kan du Secrétaire général du Cabinet Hiromu Nonaka en échange du soutien du PDJ au gouvernement dans la gestion de la crise bancaire. Si l'intéressé dément ces deux accusations et est soutenu par l'appareil de son parti, il en ressort affaibli auprès de l'opinion publique, notamment auprès des femmes (qui formaient une grande partie de son électorat depuis qu'il fut, au début de sa carrière, le directeur de campagne d'une des principales figures du féminisme au Japon, Fusae Ichikawa, en 1974) pour ce qui est du premier scandale. Un sondage réalisé pour le mois de novembre par Kyodo News Service auprès de 1 911 personnes montrent que 16,8 % d'entre eux soutiennent le PDJ, soit 6 points de moins que lors de la dernière enquête de septembre. Bien que réélu président du parti le 18 janvier 1999 (par 180 voix de parlementaires et d'élus préfectoraux contre 51 à son unique adversaire, Shigefumi Matsuzawa, et 8 abstentions), Naoto Kan est finalement battu le 25 septembre de la même année par Yukio Hatoyama (au second tour par 182 voix contre 130, au premier tour Yukio Hatoyama avait obtenu 154 voix, Naoto Kan 109 et un troisième homme, Takahiro Yokomichi, 57). Il conserve Tsutomu Hata comme secrétaire général tandis que Naoto Kan devient président des Affaires politiques et donc no 3 du parti.

#### La présidence Hatoyama: forger un parti d'opposition (1999-2001)

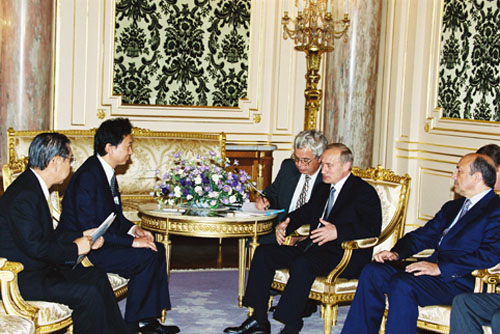
Rencontre à Tōkyō entre le chef de l'opposition japonaise Yukio Hatoyama (à g.) et le président russe Vladimir Poutine (à dr.), le 5 septembre 2000

Les premières mesures de Yukio Hatoyama en tant que président du PDJ sont de changer les modalités de l'élection présidentielle du parti afin d'en faire une force plus populaire (le vote est étendu à tous les élus d'assemblées locales, avec toutefois un poids électoral différent puisque chaque parlementaire représente 2 voix, les candidats déjà officiellement investis par le PDJ aux futures élections législatives 1 voix chacun tandis que la totalité des élus locaux envoient un nombre limité de délégués ayant chacune une voix, mais le corps électoral est également étendu à tout militant de plus de 18 ans payant une cotisation supérieure à 1 000 yens qui élisent à leur tour des délégués pour l'élection du président dont le mandat est de plus étendu de un à deux ans) le 16 janvier 2000 et de faire adopter un « Code d'éthique » par les membres du mouvement le 7 mars. Il adopte également un style d'opposition plus offensif que celui de Naoto Kan, selon le principe du Kenzen Yatō, et le PDJ présente pas moins de trois motions de censure contre le gouvernement de Yoshirō Mori en l'espace de neuf mois (le 2 juin et 21 novembre 2000 et le 5 mars 2001).
Il est aussi le président du PDJ qui voit celui-ci augmenter sans cesse son poids à la Diète sans jamais réellement réussir à déstabiliser la domination du PLD et de ses alliés :
- aux élections législatives du 25 juin 2000 (la première du PDJ depuis sa rénovation de 1998), le mouvement passe de 95 représentants sur 500 avant le scrutin à 127 sur 480 après, soit un gain de 32 sièges tandis que le PLD a perdu quant à lui 48 députés (il passe de 281 à 233 élus, la majorité en général passe de 331 à 271 membres). Le scrutin proportionnel joue particulièrement en sa faveur, puisque le cumul des résultats de ses listes atteint un score très proche de celles du parti au pouvoir (15 millions de voix environ contre 17 millions, soit 25,2 % des suffrages exprimés face à 28,3 % et 47 élus contre 56 sur 180), tout en obtenant 80 circonscriptions électorales au vote majoritaire uninominal (49 sortants réélus et 31 gagnées).
- aux élections renouvelant la moitié de la Chambre des conseillers le 29 juillet 2001, 21 (sur 126) conseillers PDJ doivent renouveler leur siège, 26 (sur 121) retournent ou font leur entrée à la Chambre (18 au vote unique non transférable, 8 à la proportionnelle nationale). Le PDJ passe ainsi de 54 membres sur 252 à 59 élus sur 247 à la chambre haute de la Diète du Japon.

### Contre Koizumi (2001-2006)
La personnalité de Jun'ichirō Koizumi, Premier ministre du 26 avril 2001 au 26 septembre 2006, domine la vie politique japonaise pendant cinq ans : il transforme profondément le PLD en une machine électorale à son service et à celui de ses réformes, reprend dans ces dernières la plupart des thèmes de prédilections du PDJ (baisse de la fiscalité, réformes de l'administration pour limiter le poids de l'État, dérégulation, déconcentration et décentralisation) et chasse sur ses terres électorales (les populations urbaines ou les femmes sont séduits par la « tornade Koizumi »). Il s'agit alors pour le PDJ de proposer une alternative crédible face à ce leader populiste et charismatique.

#### Hatoyama affaibli (2001-2002)
Réélu sans difficulté, et sans rival, à la tête du parti le 9 septembre 2000 (tandis que Naoto Kan devient secrétaire général et no 2 du parti en remplacement de Tsutomu Hata qui obtient la position purement honorifique de « Président d'honneur »), Yukio Hatoyama ne fait toutefois bientôt plus l'unanimité dans son parti, d'autant plus lorsqu'il est question de faire face au populaire et très médiatisé Koizumi. S'il multiplie les attaques à son égard dès que sa popularité commence à chuter en 2002, déposant la première motion de censure contre lui le 20 juillet 2002, il ne réussit pas à assurer une attitude cohérente pour le PDJ sur certains points, notamment dans le domaine de la politique étrangère. Ainsi, en novembre 2001, le parti se divise au sujet de l'envoi de navires de la Force maritime d'autodéfense dans la mer d'Arabie comme soutien logistique à la coalition internationale menée par les États-Unis en guerre contre les terroristes en Afghanistan : Yukio Hatoyama apporte son soutien, mais il n'est pas suivi par 28 représentants de la gauche du mouvement emmenés par Takahiro Yokomichi qui décident de voter contre ou de s'abstenir.
Lors du nouveau scrutin pour choisir le dirigeant du parti, pas moins de neuf personnes annoncent dans un premier temps leur intention de se présenter et ils sont finalement trois à s'opposer à Yukio Hatoyama au premier tour le 23 septembre 2002 : Naoto Kan qui reste la personnalité démocrate préférée des sondages (il est considéré comme le meilleur opposant potentiel à Koizumi par 31,3 % des 1 031 individus interrogés par l'institut Kyodo News en attente de l'élection, contre 13,4 % seulement pensant de même de Hatoyama), Yoshihiko Noda qui est investi par un groupe de jeunes parlementaires désirant une relève à la tête du parti démocrate et Takahiro Yokomichi pour l'aile gauche. Arrivé en tête au premier tour (avec 294 voix, contre 221 pour Kan, 181 pour Noda et 119 pour Yokomichi), Yukio Hatoyama est finalement réélu avec une faible avance sur Naoto Kan (254 votes contre 242, essentiellement grâce au vote des élus locaux et des militants quand Kan a surtout obtenu le soutien des parlementaires) et choisit pour secrétaire général Kansei Nakano, vieux parlementaire social-démocrate (il est élu à la Chambre des représentants depuis 1976) qui, potentiellement candidat, lui a apporté le soutien décisif des principaux syndicats liés au PDJ (dont le Rengo). Ce choix pragmatique, visant à récompenser un allié important, est particulièrement critiqué notamment par les plus jeunes parlementaires (qui reprochent aux plus anciens élus d'être encore trop fortement marqués politiquement par leurs anciennes étiquettes nées des multiples partis politiques différents qui ont contribué à la naissance du PDJ) et une partie des observateurs extérieurs, les deux grands quotidiens plutôt proches du parti, l’Asahi Shinbun et le Mainichi Shinbun, titrent respectivement « Nos mâchoires se sont décrochées » et « Le PDJ soutiendrait-il le PLD ? ». Alors qu'elles devaient être l'occasion de rassembler le PDJ derrière un leader commun pour contrer Koizumi, ces élections marquent au contraire la profonde division au sein de la principale force d'opposition.
De mauvaises performances lors d'élections partielles de représentants le 27 octobre suivant (un député sortant est battu à Fukuoka et dans trois des sept circonscriptions où avaient lieu un vote, le candidat démocrate arrive en troisième ou quatrième position alors qu'il y avait deux candidats du PLD) et l'annonce de sa volonté de négocier une fusion avec les autres forces d'opposition non-communistes (et surtout avec le Parti libéral toujours dirigé par l'ancien président du Shinshintō Ichirō Ozawa qui reste impopulaire auprès d'une grande partie des membres du PDJ) enlève à Yukio Hatoyama ses derniers soutiens, et il annonce le 3 décembre 2002 sa démission. Naoto Kan est élu (les parlementaires seuls participant au vote) la semaine suivante face à Katsuya Okada (représentant de la jeune garde) par 104 voix contre 79, et est investi le 13 décembre. Son adversaire, Okada, devient secrétaire général.

#### Le rival de Koizumi: de nouveauNaoto Kan(2002-2004)

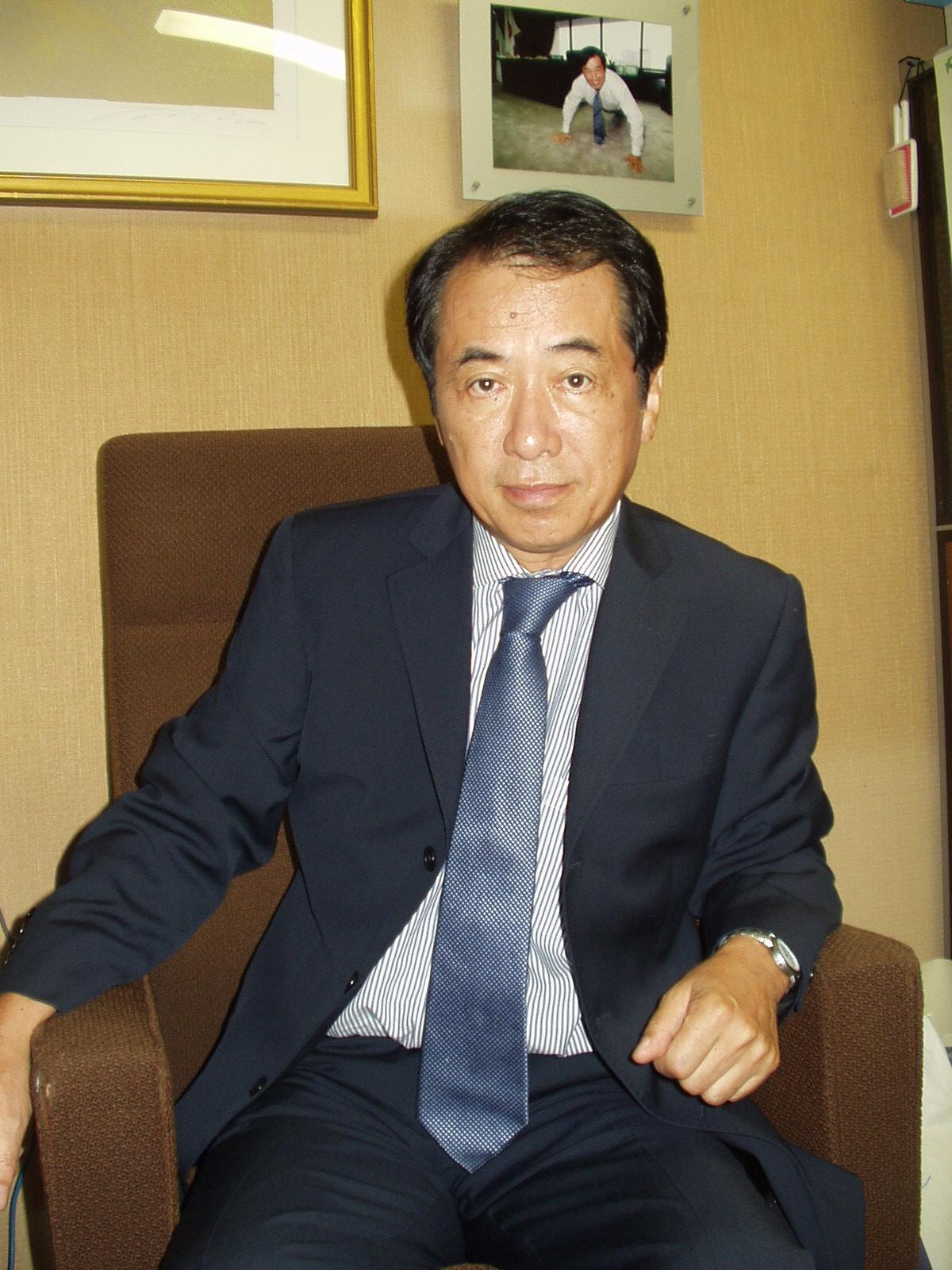
Naoto Kan

Naoto Kan s'attache à redresser son parti pour en faire une réelle force d'alternance pouvant faire face au gouvernement de Jun'ichirō Koizumi. Il reprend pour ce faire le projet de son prédécesseur d'absorber le Parti libéral, fusion largement soutenue par la presse de centre-gauche (et notamment l’Asahi) comme le meilleur moyen d'établir un réel système bipartite. Un sondage réalisé le 28 juillet 2003 par l’Asahi Shinbun fait état de 36 % des sondés faisant confiance à un PDJ que les libéraux auraient rejoints, contre 35 % au PLD (mais seulement 20 % estiment que l'opposition a une chance d'arriver au pouvoir). Le mariage se concrétise finalement en plusieurs étapes au mois de septembre 2003 : le 19 il est approuvé par les parlementaires du PDJ, le 24 l'accord de fusion est signé, le lendemain le Parti libéral se dissout et ses parlementaires rejoignent les groupes démocrates des deux chambres de la Diète (qui comprennent désormais respectivement 138 représentants, dont un indépendant non-membre du parti, et 67 conseillers, dont 3 non militants du mouvement auxquels il faut toutefois ajouter le vice-président de la Chambre qui par tradition siège comme non-inscrit) et le congrès de fusion a lieu enfin le 5 octobre.
Si le PDJ ne réussit pas, une nouvelle fois, à emporter les élections législatives du 9 novembre 2003 face à un Jun'ichirō Koizumi toujours très populaire dans un contexte de relance économique, il obtient un score largement au-dessus des prévisions. Avec 177 élus sur 480, il augmente sa représentation de 40 sièges et limite l'écart avec le PLD de 110 à 60 députés. Le vote majoritaire lui permet de contrôler 105 circonscriptions et de cumuler près de 22 millions de voix (36,7 % des suffrages) contre 26 millions (43,85 %) au parti de Koizumi, et réussit même à se poser comme la première force politique du Japon au scrutin à la proportionnelle avec là aussi plus de 22 millions de votes (37,4 %) et 72 élus face aux 20,7 millions (35 %) et 69 représentants du mouvement majoritaire. La réussite du PDJ se fait surtout au détriment des autres forces d'opposition, puisque le PCJ perd 11 députés et n'en possède désormais plus que 9 (soit sa plus faible représentation parlementaire depuis 1967), et le PSD voit son groupe décroître de 12 membres pour s'établir à 6 représentants. Ces élections semblent ainsi consacrer l'évolution du jeu politique japonais vers le bipartisme. Toutefois, l'abstention est particulièrement forte (légèrement plus de 40 % des inscrits pour les deux types de scrutin, soit pratiquement l'abstention record de 1996).
Quoi qu'il en soit, ce résultat donne plus de poids à Naoto Kan qui apparaît ainsi comme la seule alternative crédible à Jun'ichirō Koizumi. Il obtient également le soutien de l'opinion publique dans son opposition à l'envoi de troupes japonaises en Irak pour des missions de reconstruction et de formation, estimant que les forces d'autodéfense risquent d'être prises à partie dans des zones de conflit armés alors qu'il leur est constitutionnellement interdit de combattre tout en s'inquiétant de la participation, même indirecte, du Japon à une guerre condamnée par l'ONU. Il présente ainsi le 25 juillet 2003, deux jours avant le vote sur l'envoi des troupes, une motion de censure (qui est bien sûr rejetée) et, plus tard, le 21 janvier 2004, il demande la démission du Premier ministre sur la question.
Mais Naoto Kan voit sa direction remise en cause en avril 2004, faisant partie des huit hommes politiques de premier plan (sept du PLD et lui-même) touchés par le « scandale des retraites » : il admet en effet avoir manqué le paiement de dix mois de cotisations à la caisse des retraites en 1996, alors qu'il était encore ministre de la Santé. S'il résiste pendant plusieurs semaines aux appels à son retrait de la présidence venant de son propre camp, la démission le 7 mai 2004 du Secrétaire général du Cabinet et principal collaborateur de Koizumi Yasuo Fukuda accroît la pression sur le chef de l'opposition qui annonce à son tour qu'il quitte la tête du PDJ le 9 mai,. Le favori à sa succession, Ichirō Ozawa, doit à son tour se retirer de la course dès le 17 mai pour lui-même n'avoir pas payé plusieurs mensualités de retraite.

#### Nouvelles têtes et désillusions (2004-2006)

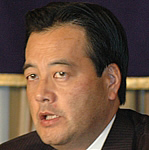
Katsuya Okada en campagne, en août 2005

Privé de ses principales personnalités, le parti doit se tourner, le 18 mai 2004, vers Katsuya Okada, seul candidat, pour succéder à Naoto Kan. Il s'appuie à la fois sur Hirohisa Fujii, un vieux ténor de la politique (71 ans) ancien membre du PLD et élu à la Chambre des conseillers depuis 1977, qu'il fait secrétaire général puis président délégué à partir de septembre 2004, ainsi que sur le groupe des jeunes parlementaires du parti. Sa première tâche est de remettre en ordre rapidement l'opposition et joue habilement sur les deux points faibles à l'époque du gouvernement Koizumi : la gestion de la réforme des retraites et le maintien, très impopulaire, de troupes en Irak, en vue du renouvellement de la moitié de la Chambre des conseillers du 11 juillet 2004. Il s'agit alors de la première élection nationale littéralement gagnée par le PDJ qui est le nouveau premier parti du Japon en nombre de voix, aussi bien pour le vote unique non transférable (près de 22 millions des voix, 39,1 % des suffrages et 31 élus contre seulement 19,7 millions, 35,1 % et pourtant 34 élus au PLD) que pour le scrutin proportionnel (21,14 millions des votes, 37,8 % et 19 conseillers face aux 16,8 millions, 30 % et 15 sièges du parti majoritaire). À la suite de ce vote, le nombre de démocrates à la chambre haute de la Diète augmente largement puisqu'il passe de 67 à 82 élus sur 242.
Tranchant totalement par son style avec le « flamboyant » Jun'ichirō Koizumi, Katsuya Okada apparaît tout à la fois compétent et en un sens rassurant, mais aussi austère et technocratique. Finalement, il ne réussit pas à déstabiliser la majorité et le PDJ connaît une défaite lors des élections législatives anticipées du 11 septembre 2005 que Koizumi transforme, grâce à une campagne active autant contre l'opposition que contre la vieille garde du PLD, en véritable plébiscite en sa faveur et sur son projet de privatisation de la poste. Le PDJ ne parvient pas à se démarquer sur les principaux thèmes de la campagne (essentiellement celui de la réforme postale qu'il soutient sans le dire), tout en n'arrivant pas à mettre l'accent sur les points de désaccord qui auraient pu faire son avantage (comme le retrait des troupes d'Irak), et pour la première fois depuis sa création perd des sièges. Son poids à la Chambre des représentants décroît de 64 sièges et retombe à 113 députés sur 480 (soit à peu près le niveau de 2000) quand le PLD obtient à lui-seul, et de loin, la majorité absolue des sièges (294 sièges). C'est surtout au vote majoritaire dans les circonscriptions locales que le PDJ recule le plus, en passant de 105 à 52 districts contrôlés par le parti. Comme promis lors de la campagne, Katsuya Okada prend acte de cet échec et démissionne de la présidence du mouvement dès le 15 septembre 2005.

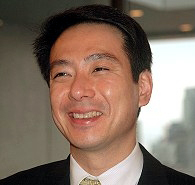
Seiji Maehara

Il est remplacé par Seiji Maehara - dont le jeune âge (43 ans) devient le symbole de la tentative de rénovation du PDJ - qui remporte la présidence le 17 septembre 2005 dans un vote serré face à Naoto Kan (96 voix de parlementaires contre 94 à Kan et 2 bulletins nuls). S'il nomme le poids lourd et vétéran Yukio Hatoyama comme secrétaire général et no 2 du parti, son accession à la présidence est marquée par un rajeunissement des cadres dirigeants du mouvement avec Takeaki Matsumoto (46 ans) comme président du Comité de Recherche politique (no 3) et Yoshihiko Noda (48 ans) comme président du Comité des Affaires de la Diète. S'engageant dans une opposition combattive vis-à-vis du PLD, il est pourtant à son tour forcé de démissionner moins de six mois après son élection, le 31 mars 2006. Ce retrait fait suite aux fausses accusations portées par un parlementaire démocrate, Hisayasu Nagata, contre le fils de Tsutomu Takebe, secrétaire général du parti au pouvoir : Nagata avait déclaré ainsi lors d'une réunion de la Diète le 16 février avoir en sa possession un email dont le dirigeant de la société d'accès internet Livedoor Takafumi Horie (mis en examen le 13 janvier pour des malversations boursières) serait l'auteur et faisant l'état de 30 millions de yens que Livedoor aurait payé au fils de Takebe. Mais le 28 février suivant Nagata doit admettre que le courrier électronique en question était un faux, poussant les dirigeants du PDJ à présenter leurs excuses et finalement à démissionner, déstabilisant d'autant plus un parti d'opposition en crise depuis sa défaite aux législatives de 2005.

### La présidence Ozawa: premiers pas vers une alternance (2006-2009)
Pour la troisième fois en deux ans, le PDJ doit changer de présidence. Deux fortes personnalités se présentent : Ichirō Ozawa et Naoto Kan. Lors du vote des parlementaires le 7 avril 2006, le premier est élu avec une assez forte avance, par 119 voix contre 72. Dans un souci d'unité et d'efficacité, il confie la présidence déléguée à Kan et laisse à nouveau le poste de secrétaire général à Yukio Hatoyama, réunissant les deux pères fondateurs du parti à ses côtés. Il bénéficie du départ le 26 septembre 2006 de Jun'ichirō Koizumi et de la succession de scandales et difficultés auxquels se retrouve rapidement confronté son successeur Shinzō Abe, qui rend rapidement très impopulaire la majorité.
Il s'engage personnellement et avec force dans la campagne des élections pour le renouvellement de la moitié de la Chambre des conseillers le 29 juillet 2007, y voyant non seulement le moyen pour le PDJ de se redresser mais aussi « la meilleure opportunité et la dernière chance » pour l'opposition d'obtenir le contrôle d'au moins une partie de la Diète, promettant de démissionner de la présidence du mouvement si ce devait encore une fois ne pas être le cas. Brillant tacticien, il se concentre sur les campagnes et les zones rurales, connues pour être des bastions jusque-là considérés comme imprenables du PLD, une stratégie qui s'avère payante. En effet, le jour du scrutin, le PDJ devance largement le PLD au vote unique non transférable (24 millions de voix soit 40,45 % des suffrages, soit plus que les scores cumulés des deux composantes de la majorité qui atteignent ensemble difficilement les 22 millions de votes et les 37,3 %, le PDJ remporte ainsi 40 sièges sur 73 par ce mode de scrutin) et à la proportionnelle (la liste démocrate arrive en tête avec 23 millions de votants, soit 39,5 % des voix, et 20 sièges sur 48 contre 16,5 millions, 28,1 % et 14 élus au parti au pouvoir). Alors que 32 conseillers démocrates remettaient leur siège en jeu, le PDJ en obtient, à la suite du scrutin, 60 sur les 121 à pourvoir. Avec désormais 109 élus sur 242, il est le premier parti de la chambre, et forme un groupe commun avec le Shin-Ryokufūkai et les partis fondés en 2005 par des dissidents du PLD opposés à la privatisation de la poste (le Nouveau parti du peuple et le Nouveau parti Nippon) de 120 membres. L'opposition menée par lui détient donc désormais la majorité à la chambre haute de la Diète du Japon. Si cela ne permet pas au PDJ d'arriver enfin au pouvoir, cela lui donne un nouveau poids qu'il n'avait eu auparavant que pendant quelques mois en 1998, et laisse entrevoir la possibilité d'une alternance. Après la démission de Shinzō Abe, qui a tenté sans succès de se maintenir au pouvoir, le 12 septembre 2007, Ichirō Ozawa est élu le 25 septembre Premier ministre par la Chambre des conseillers tandis que le successeur d'Abe à la tête du PLD, Yasuo Fukuda, est choisi par la Chambre des représentants (qui a le dernier mot). Ce cas de figure ne s'était plus reproduit depuis 1998 (où Naoto Kan avait été élu par la chambre haute plutôt que Keizō Obuchi).
Peu de temps après la mise en place du gouvernement Fukuda, dans un contexte de débat intense entre la majorité et l'opposition au sujet du renouvellement de la mission de ravitaillement des troupes de la coalition internationale en Irak et en Afghanistan, Ichirō Ozawa apporte son soutien, après un rendez-vous avec le Premier ministre le 2 novembre 2007, à l'idée d'une grande coalition qui unirait le PLD au PDJ. Désavoué par son propre parti, il annonce son départ de la présidence du mouvement le 4 novembre avant de se rétracter et de retirer sa démission dès le 6 novembre.
Le PDJ s'est depuis engagé dans une stratégie d'opposition systématique au PLD. Fort de la majorité obtenue à la Chambre des conseillers, il peut mettre en difficulté le Cabinet sur les principaux textes présentés, le poussant à les retirer ou à les passer en force en les faisant revoter par une majorité des 2/3 des membres de la Chambre des représentants. Appelant à l'organisation d'élections législatives anticipées, arguant que la Chambre basse actuelle avait été élu dans un contexte particulier de soutien au Premier ministre Jun'ichirō Koizumi (désormais retiré) et de ses réformes, Ozawa fait voter par la Chambre des conseillers une motion de censure (par 131 voix contre 105) ayant uniquement pour but de déstabiliser le gouvernement (une censure votée par la chambre haute n'a pas le pouvoir de forcer un cabinet de démissionner, seule la chambre basse peut le faire).
Cette opposition acharnée a été l'un des principaux facteurs de l'impopularité de Yasuo Fukuda qui finit par démissionner le 1er septembre 2008. Tandis que Ozawa est une nouvelle fois élu Premier ministre par la Chambre des conseillers (127 contre 108), Fukuda est remplacé à la tête du gouvernement par le populiste Tarō Asō (élu par la Chambre des représentants par 337 voix contre 117 à Ozawa) sur un programme de baisse des impôts, de ralentissement des réformes libérales et de rejet d'une politique de rigueur budgétaire. Ichirō Ozawa, reconduit à la tête du PDJ lors de son congrès du 21 septembre 2008 (seul candidat à sa succession, il avait été réélu triomphalement le 8 septembre 2008), a pour sa part très vite repris une attitude offensive à l'encontre du nouveau gouvernement et rappelé sa volonté de voir rapidement organisées des élections anticipées, jugeant que : « Si les partis au pouvoir ont perdu leur capacité à gouverner, il est logique dans une démocratie parlementaire de confier le gouvernement à l'opposition et d'organiser une élection ». Les nombreuses « gaffes » de Tarō Asō et la crise financière puis économique mondiale affaiblissent encore plus la majorité et favorisent relativement le PDJ. Une enquête réalisée pour le Yomiuri Shimbun au début du mois d'octobre 2008 fait état de 58 % des sondés prêts à voir le PDJ arriver au pouvoir, mais seulement 46 % d'entre eux le pensent capable de gouverner (contre 47 % ne le pensant pas et 67 % des interrogés considérant en revanche le PLD capable de le faire). Un autre sondage du Yomiuri réalisé en février 2009 fait d'Ichirō Ozawa le deuxième choix potentiel des personnes interrogées pour devenir Premier ministre, avec 13,3 % de soutiens, derrière l'ancien chef de gouvernement PLD (resté très populaire) Jun'ichirō Koizumi (avec 14,4 %) mais loin devant Tarō Asō (4,7 %).
Néanmoins, l'arrestation au début du mois de mars, pour avoir accepté illégalement de l'argent d'un grand groupe de construction, du secrétaire en chef d'Ozawa affaiblit à son tour l'opposition auprès de l'opinion publique : des sondages montrent qu'une majorité de Japonais attendent la démission de la présidence du PDJ d'Ichirō Ozawa, ce qu'il a promis qu'il ferait si les effets de ce scandale devait se révéler réellement handicapant pour le parti en vue des élections législatives qui doivent se tenir quoi qu'il arrive au plus tard en septembre 2009, tandis que certains observateurs imputent à cette affaire la contre-performance réalisée par les candidats soutenus par le mouvement à des élections de gouverneur dans les préfectures de Chiba et Akita. Ichirō Ozawa décide finalement de démissionner le 11 mai 2009, en déclarant : « J'ai décidé de me sacrifier et de démissionner de la direction du parti pour renforcer son unité sur la voie d'une nette victoire aux prochaines élections et permettre l'alternance ».

### Seconde présidence Hatoyama: concrétiser la victoire (2009-2010)

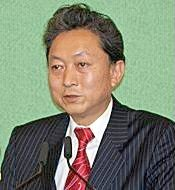
Yukio Hatoyama en 2009

Le 16 mai 2009, Yukio Hatoyama, secrétaire général du PDJ depuis 2005 et considéré comme le successeur désigné d'Ichirō Ozawa qu'il n'a cessé de soutenir, retrouve la présidence du principal parti d'opposition, par 124 voix contre 95 à Katsuya Okada, favori des sondages et surnommé « M. Propre » en raison de son image d'homme intègre et son discours musclé en matière de lutte contre la corruption, lors d'un vote ouvert aux seuls parlementaires de la formation. Après sa victoire, il déclare : « Je promets de mener le parti pour permettre un changement de régime, détruire les politiques bureaucratiques et créer un système politique qui laissera jouer aux citoyens le rôle central ». Afin de rassembler le plus possible l'opposition derrière lui en vue des élections, il nomme dès le lendemain son adversaire au poste de secrétaire général et donc de no 2 du parti, tandis qu'Ichirō Ozawa devient président délégué, aux côtés de Naoto Kan et d'Azuma Koshiishi, avec la charge spéciale de la stratégie électorale.

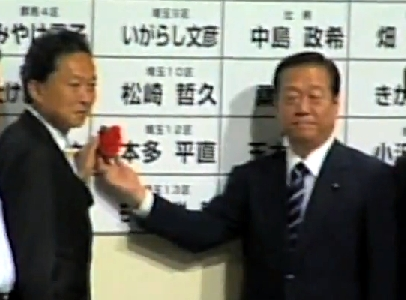
Yukio Hatoyama et Ichirō Ozawa marquent les circonscriptions gagnées au soir de la victoire des élections législatives du 30 août 2009

Lors des élections législatives japonaises de 2009, après avoir fait campagne sur le thème du changement avec d'importantes promesses électorales (lutte contre la bureaucratie et le « gaspillage » avec notamment l'abandon de la pratique de l’amakudari et la lutte contre les « héritages politiques » au parlement, renforcement des mesures sociales avec la création d'une allocation à l'enfance de 312 000 yens par an, d'un système de retraite unifié, d'une pension minimum garantie d'au moins 70 000 yens par mois ou d'une aide pour les demandeurs d'emploi en cours de formation), le parti remporte une victoire historique et obtient 308 sièges sur 480, tandis que l'opposition de centre gauche dans son ensemble obtient 340 sièges. Le 9 septembre 2009, le PDJ de Yukio Hatoyama, le PSD de Mizuho Fukushima et le NPP de Shizuka Kamei se mettent d'accord sur la formation d'une coalition tripartite contrôlant 318 sièges à la Chambre des représentants et 123 sur 242 à la Chambre des conseillers. De plus, le PDJ forme dans les deux chambres de la Diète des groupes communs avec des indépendants (2 représentants) et deux autres petits partis, le Nouveau Parti Nippon (1 représentant et 1 conseiller) et le Nouveau Parti Daichi (1 représentant). Enfin, Votre Parti de Yoshimi Watanabe (5 représentants) a soutenu l'élection de Yukio Hatoyama au poste de Premier ministre le 16 septembre 2009, portant ainsi au total le nombre de parlementaires ayant voté pour lui à 327 représentants sur 480 et 124 conseillers sur 242, contre respectivement 119 et 84 au candidat du PLD, Masatoshi Wakabayashi,. Toutefois, Votre Parti s'oppose dès le lendemain à la désignation du président du Nouveau Parti Daichi, Muneo Suzuki, à la tête de la commission des Affaires étrangères de la Chambre des représentants, et siège depuis dans l'opposition. La majorité s'établit alors à 322 représentants sur 480 et 124 conseillers sur 242 (nombre porté à 126 après deux élections partielles organisées à la chambre haute de la Diète le 25 octobre 2009 : considérées comme le premier test électoral de la nouvelle administration, elles sont toutes deux remportées par le PDJ).
Yukio Hatoyama nomme un gouvernement de 17 membres comportant 15 ministres issus du PDJ (dont les anciens présidents du parti Naoto Kan, comme vice-Premier ministre, Katsuya Okada aux Affaires étrangères et Seiji Maehara au Territoire, aux Infrastructures et aux Transports) et les chefs des deux autres formations composant la coalition, Mizuho Fukushima et Shizuka Kamei. Cette nouvelle administration semble vouloir s'inscrire à gauche, les trois factions du PDJ se réclamant de la social-démocratie (les anciens socialistes du Shinsei kyokukondan) ou du social-libéralisme (les partisans de Naoto Kan et les vétérans du PDS) regroupent 6 des 15 ministres démocrates, et à des postes clés. Ainsi la Justice est-elle confiée à l'ancienne avocate des droits de l'homme, militante socialiste et opposante à la peine de mort Keiko Chiba, ou encore le ministère de l'Économie, du Commerce et de l'Industrie à l'ancien syndicaliste Masayuki Naoshima. Yukio Hatoyama fait toutefois le choix de rassurer les marchés et analystes économiques, inquiets des promesses sociales et économiques de relance de la consommation qu'ils voient comme un moyen d'augmenter la dette publique déjà impressionnante, en nommant comme ministre des Finances un homme d'expérience Hirohisa Fujii, bon connaisseur du milieu des affaires pour avoir travaillé au ministère pendant 23 ans puis pour l'avoir déjà dirigé dans le gouvernement anti-PLD de 1993 à 1994 et partisan d'une certaine rigueur budgétaire, appelant à financer les mesures du gouvernement Hatoyama en luttant contre les « gaspillages »,.

Popularité des partis politiques depuis août 2009 (NHK Broadcasting Culture Research Institute) :
PLD
PDJ
Kōmeitō
PCJ
PSD
VP
Divers
Indécis

Ichirō Ozawa est quant à lui considéré par les observateurs de la vie politique japonaise comme l'un des principaux artisans de la victoire historique de son parti, si bien que les médias ont appelé la masse des nouveaux et jeunes élus démocrates lors de ces élections les « Enfants d'Ozawa » (小沢チルドレン, Ozawa chirudoren), en référence aux « Enfants de Koizumi » qui avaient fait leur entrée au Parlement grâce à la large victoire du Premier ministre Jun'ichirō Koizumi en 2005. Il avait notamment organisé depuis 2008 le recrutement et la formation aux campagnes électorales de femmes issues de la société civile et au parcours remarquable afin de les présenter dans des circonscriptions clés face à des poids lourds de l'autre camp : pendant des « Assassins » (刺客, Shikyaku) mis en avant par Jun'ichirō Koizumi et le PLD en 2005, les « Ozawa Girl » (小沢ガールズ, Ozawa gaaruzu) remportent un large succès (le PDJ fait ainsi élire 40 de ses 46 candidates, portant à 54 le nombre de femmes à la Chambre des représentants). Même s'il n'est plus à la tête du parti et ne peut donc accéder au poste de Premier ministre, son influence au sein de la scène politique japonaise paraît alors plus forte que jamais, comme semble en témoigner la décision de Yukio Hatoyama de le nommer comme secrétaire général (et donc numéro 2) du PDJ.
De nouveaux scandales politico-financiers touchant des collaborateurs des deux dirigeants du parti, Yukio Hatoyama et Ichirō Ozawa, ainsi que la baisse importante de la popularité du Cabinet (de plus de 70 % à sa mise en place en septembre 2009 à moins de 20 % à sa chute en juin 2010) du fait de son recul sur un certain nombre de promesses de campagne (surtout concernant le projet de déménager la base américaine de Futenma en dehors de l'île d'Okinawa, idée définitivement abandonnée le 28 mai 2010, entraînant le retrait du PSD de la coalition gouvernementale) affectent au fil du temps le soutien électoral du PDJ. Toutefois, cela ne se concrétise pas par une remontée nette du principal parti d'opposition, le PLD, lui-même soumis à ses propres difficultés internes, mais par un désabusement de plus en plus net de la population à l'égard de l'ensemble de la classe politique. Le 2 juin 2010, Yukio Hatoyama annonce sa démission de la présidence du PDJ et donc du poste de Premier ministre. Deux jours plus tard, Naoto Kan, qui a appelé Ozawa « à se tenir tranquille pour le moment » et a reçu le soutien de plusieurs figures du parti qui lui sont hostiles (dont surtout Katsuya Okada et Seiji Maehara), est élu pour devenir le nouveau président du parti et donc Premier ministre face à Shinji Tarutoko, président de la Commission de l'Environnement de la Chambre des représentants, jusque-là relativement peu connu du grand public et membre de la petite faction conservatrice libérale modérée de l'ancien Premier ministre Tsutomu Hata. Kan nomme le 7 juin un autre adversaire interne à l'influence d'Ozawa, Yukio Edano, pour lui succéder en tant que secrétaire général et numéro 2 du parti.

### Divisions et impopularités (2010-2012)
À partir de l'élection de Naoto Kan, le clivage déjà perceptible depuis quelques années au sein du parti se renforce avec l'apparition de deux camps : la nouvelle majorité interne (les factions Kan, Maehara, Noda et une partie de celle de Hata, voire quelques éléments isolés des anciens socialistes ou démocrates socialistes) qui incarne notamment une certaine volonté de réviser le programme de 2009 surtout dans un souci de mieux maîtriser les dépenses et d'augmenter les revenus de l'État (par exemple en lançant une réflexion sur la hausse de la taxe sur la consommation) ; et une opposition intérieure réunie derrière Ichirō Ozawa (les factions Ozawa, Hatoyama, une majorité des ex-PSJ et ex-PDS, beaucoup des nouveaux élus de 2009 et une partie du groupe Hata) qui au contraire appelle à continuer à mettre en application le manifeste des précédentes législatives (comme l'augmentation de l'aide à l'éducation des enfants, la gratuité des autoroutes ou la protection et le soutien financier assez fort à l'agriculture). Cette confrontation se caractérise essentiellement lors de l'élection du président du parti, pour un mandat plein de trois ans, du 14 septembre 2010. Naoto Kan est réélu avec une avance assez nette sur son adversaire, par 721 voix sur 1 222 contre 491 à Ozawa et 10 blancs, essentiellement grâce à un avantage considérable auprès des élus locaux (1 360 voix sur les 2 382 votants contre 927, soit 57,09 % contre 38,92 % et 60 points sur 100 contre 40) et des militants (137 998 voix sur les 229 030 exprimés contre 90 194, soit 60,25 % contre 39,38 % et 249 points sur 300 contre 51). Mais les parlementaires démocrates se montrent pour leur part très divisés : 206 élus de la Diète sur 411 choisissent le sortant contre 200 pour Ozawa et 5 blancs, ces votes comptant double,.
À la suite de sa réélection, Naoto Kan poursuit sa politique de marginalisation d'Ichirō Ozawa : il ne nomme aucun membre de la faction de ce dernier dans son Cabinet remanié le 17 septembre 2010, et une autre personnalité connue pour être un farouche adversaire du « Shōgun de l'Ombre », Katsuya Okada, est nommé pour remplacer Yukio Edano au poste de secrétaire général du PDJ. Et, malgré la menace faite le 17 février par 16 députés fidèles d'Ozawa de quitter le Parti démocrate et de s'opposer au vote du budget ou au processus d'augmentation de la taxe sur la consommation, le bureau du mouvement décide le 22 février 2011 de suspendre Ichirō Ozawa de son statut de militant tant que son procès pour violation de la loi de contrôle des fonds politiques (qui doit s'ouvrir d'ici à septembre 2011) ne serait pas terminé.
À cette fracture interne s'ajoutent les effets de la situation dite de la « Diète divisée ». En effet, lors du renouvellement de la moitié de la Chambre des conseillers du 11 juillet 2010, le PDJ réalise une contre-performance et perd la majorité qu'il détenait avec ses alliés à la chambre haute depuis 2007. Bien qu'il reste le premier parti du Japon en nombre de voix (39 % des suffrages au vote unique non transférable contre 33,4 % au PLD, et 31,6 % contre 24,1 % à la proportionnelle), il n'obtient que 44 des 121 sièges à pourvoir, soit dix de moins que l'objectif fixé. Les libéraux-démocrates remportent d'ailleurs plus d'élus (51). La coalition gouvernementale n'a plus désormais que 110 sièges sur 242 à la Chambre des conseillers. Il s'ensuit une véritable impasse législative, la très large majorité du PDJ et associés à la Chambre des représentants n'atteignant pas (de peu) le seuil des deux tiers des députés nécessaire pour passer outre aux votes de la haute assemblée. Ceci, plusieurs scandales touchant des parlementaires démocrates, des démissions de ministres (dont surtout celle en mars 2011 de l'un des poids lourds du gouvernement, le ministre des Affaires étrangères Seiji Maehara) puis une gestion très critiquée de l'après séisme de la côte Pacifique du Tōhoku du 11 mars 2011 rendent Naoto Kan, son administration et son parti très impopulaires : un sondage réalisé par l'agence Kyodo News et publié le 21 août 2011 montre que le taux de soutien du Cabinet n'est plus que de 15,8 % (-1,3 points par rapport au mois précédent), et celui du PDJ à 19,3 % (score toutefois en hausse de + 4,6 points en un mois) contre 23,3 % au PLD (- 2,6 points).
Le PDJ connaît ainsi de nombreux revers électoraux lors de scrutins partiels ou locaux. Le 5e district électoral de Hokkaidō, remporté en 2009 par la candidate démocrate (qui a dû ensuite abandonner son mandat en raison d'un scandale financier) sur le poids lourd libéral-démocrate Nobutaka Machimura, est reconquis par ce dernier le 24 octobre 2010. Et lors de la première partie des élections locales unifiées tenue le 10 avril 2011, dans les trois préfectures où la majorité nationale et le PLD supportaient des candidats différents pour l'élection des gouverneurs (Tōkyō, Hokkaidō et Mie), la victoire est revenue aux libéraux-démocrates. De même, le PDJ, s'il gagne à Sapporo, perd la mairie de Hiroshima et subit des reculs nets dans les Assemblées préfectorales ou municipales qui étaient alors renouvelées.
Une motion de censure est déposée par les libéraux-démocrates, le Nouveau Kōmeitō et Tachiagare Nippon à la Chambre des représentants contre le Cabinet de Kan le 1er juin 2011. Or, Yukio Hatoyama et Ichirō Ozawa, ainsi que certains de leurs partisans au sein du PDJ, laissent entendre qu'ils pourraient également adopter cette censure afin de forcer Naoto Kan à démissionner et permettre la désignation d'un nouveau Premier ministre qui pourrait former une grande coalition. Néanmoins, le jour du vote, le 2 juin, la motion est très largement rejetée, par 152 voix pour, 293 contre et 34 non-votants. Seuls deux députés démocrates (Kenkō Matsuki et Katsuhiko Yokokume) votent en faveur de la motion et quittent le parti, tandis qu'Ozawa et 14 de ses proches s'abstiennent. Naoto Kan, pour écarter le risque d'une fronde plus importante, a dû promettre avant que la motion ne soit soumise aux suffrages que : « Une fois que j’aurai achevé ma gestion du désastre et assumé mon rôle jusqu’à un certain point, je voudrais transmettre mes responsabilités à une génération plus jeune », sous-entendant ainsi sa démission prochaine sans pour autant donner de calendrier précis. Il donne plus de détails le 27 juin suivant sur les conditions de son départ, devant se faire après l'adoption de trois textes jugés importants : le deuxième budget de reconstruction (acté le 25 juillet), le projet de loi sur l'émission d'obligations pour l'année fiscale 2011 et celui sur les énergies renouvelables (ces deux dernières lois étant définitivement adoptées le 26 août).
Naoto Kan annonce donc sa démission de ses fonctions de président du PDJ et de Premier ministre le 26 août 2011. Cinq candidats se présentent : deux anti-Ozawa, l'ancien ministre des Affaires étrangères Seiji Maehara et celui en exercice des Finances Yoshihiko Noda (qui tous deux appellent à la formation d'une grande coalition et au maintien de la suspension d'Ichirō Ozawa mais s'opposent sur la nécessité d'une hausse exceptionnelle des impôts pour financer la reconstruction de l'après-séisme, mesure proposée par le second mais critiquée par le premier), deux pro-Ozawa (ou anti-Kan), le ministre de l'Économie, du Commerce et de l'Industrie Banri Kaieda (soutenu par une grande partie des factions Ozawa et Hatoyama) et l'ancien ministre du Territoire, des Infrastructures, des Transports et du Tourisme Sumio Mabuchi, et un candidat charnière soutenu par certains poids lourds de la vieille garde, le ministre de l'Agriculture, des Forêts et de la Pêche Michihiko Kano. Lors du premier tour de l'élection ouverte aux seuls parlementaires démocrates le 29 août 2011, Kaieda arrive en tête avec 143 voix sur 398 inscrits et 395 votants tandis que Noda remporte la lutte fratricide qui l'opposait à son allié traditionnel Maehara, par 102 votes contre 74. Viennent ensuite Kano avec 52 bulletins et Mabuchi avec seulement 24 suffrages. Au second tour, Yoshihiko Noda l'emporte avec 215 voix contre 177 à Banri Kaieda. Dans un souci de limitation des divisions du parti, Yoshihiko Noda nomme, au lendemain de son élection, Azuma Koshiishi, l'un des chefs de la faction des anciens socialistes et allié traditionnel d'Ichirō Ozawa, au poste de secrétaire général et numéro 2 du mouvement, et Hirofumi Hirano, l'un des principaux lieutenants de Yukio Hatoyama (dont il était le Secrétaire général du Cabinet lorsque celui-ci était Premier ministre) à celui de président du Comité des Affaires de la Diète. Seiji Maehara pour sa part devient le nouveau président du Comité de recherche politique (numéro 3).
Dans son gouvernement, nommé le 2 septembre, Yoshihiko Noda fait à nouveau un geste en direction des partisans d'Ichirō Ozawa : trois membres du groupe de ce dernier font ainsi partie du Cabinet, alors qu'il n'y en avait qu'un dans la précédente administration et qu'il n'y en avait eu auparavant jamais plus de deux depuis l'arrivée au pouvoir du PDJ. En dehors de cela, les trois factions du « PDJ de seconde génération » (jeune garde traditionnellement anti-Ozawa et aile droite du parti), celles de Noda, Maehara et Genba, restent particulièrement représentées au sein du Cabinet avec pas moins de 8 membres sur 18 (dont 4 pour le groupe Maehara), et des postes de première importance (le Premier ministre, les ministres des Affaires étrangères ou des Finances, ainsi que le Secrétaire général du Cabinet). Toutefois, les dissensions internes deviennent plus vives que jamais, cristallisés par plusieurs décisions du gouvernement Noda, notamment celle de rejoindre les négociations du TPP ou encore le projet d'augmentation de la taxe sur la consommation. Lorsque ce dernier est mis aux voix de la Chambre des représentants le 26 juin 2012, il n'est adopté que grâce au soutien des deux principales forces d'opposition tandis que 57 des 290 députés démocrates votent contre (emmenés par Ichirō Ozawa et Yukio Hatoyama).
Par la suite, de nombreux parlementaires quittent le parti :
- dès le 2 avril 2012, Takatane Kiuchi, membre de la Chambre des représentants, fait dissidence pour protester contre la décision prise en conseil des ministres d'augmenter la taxe sur la consommation.
- le 2 juillet 2012, le député d'Okinawa Chōbin Zukeran, connu pour sa ferme opposition au déménagement dans son archipel de la base militaire américaine de Futenma, démissionne.
- le 3 juillet 2012, le représentant anti-nucléaire Tomoyuki Taira fait lui aussi dissidence pour siéger comme indépendant d'abord, puis dans un groupe commun avec Genzei Nippon, pour protester contre le redémarrage de 2 réacteurs à la centrale d'Ōi.
- le 11 juillet 2012, Ichirō Ozawa crée son propre parti, baptisé « Priorité à la vie du peuple » (PVP) et comprenant 49 parlementaires dissidents du PDJ (37 députés, Ozawa inclus, et 12 conseillers). Un autre représentant, Tairō Hirayama, décide pour sa part de rester sans étiquette et de s'associer au groupe du NPP, restant ainsi dans la majorité. Et un conseiller, Harunobu Yonenaga, fait lui aussi dissidence pour siéger parmi les non-inscrits.
- le 17 juillet 2012, trois autres conseillères font défection (Yasue Funayama, Kuniko Koda et Kuniko Tanioka) pour former un nouveau groupe parlementaire à la Chambre haute avec l'ex-élue du NPP Akiko Kamei, baptisé « Vent vert » (みどりの風, Midori no Kaze?).
- le 18 juillet 2012, c'est au tour du député Hirosato Nakatsugawa d'annoncer son départ du parti pour siéger comme non inscrit, rejoint le lendemain par Katsuhito Yokokume : ensemble, et avec deux dissidents plus anciens (Takatane Kiuchi et Masaki Nakajima qui avait quitté le parti en décembre 2011 par opposition à la construction d'un barrage dans sa circonscription), ils forment le « Groupe des indépendants pour la réforme » à la chambre basse.
- le 17 août 2012, deux représentants, Kōki Kobayashi et Toshiaki Koizumi, rejoignent le parti Genzei Nippon du maire de Nagoya Takashi Kawamura (lui-même un ancien démocrate), qui ne fait partie officiellement ni de la majorité ni de l'opposition.
- le 11 septembre 2012, trois parlementaires démocrates (les députés Yorihisa Matsuno, ancien secrétaire général adjoint du Cabinet, et Takashi Ishizeki, ainsi que le conseiller Masashi Mito) rejoignent l'Association pour la restauration du Japon du populaire et populiste maire d'Ōsaka Tōru Hashimoto. Un quatrième, Masato Imai, fait de même le 5 octobre suivant.
- le 30 octobre 2012, le député Kazumi Sugimoto rejoint Votre Parti, et deux autres, Atsushi Kumada et Tomohiko Mizuno, le parti Genzei Nippon.
- les 15 et 16 novembre 2012, à la suite de la décision prise par Yoshihiko Noda de dissoudre la Chambre des représentants (ce qui est fait officiellement le 16 novembre), neuf autres députés quittent le PDJ dont deux anciens ministres : Masahiko Yamada (ministre de l'Agriculture en 2010 et opposant au TPP), Yoshitada Tomioka, Makoto Yamazaki, Takashi Nagao, Osamu Nakagawa, Sakihito Ozawa (ancien ministre de l'Environnement de 2009 à 2010, il démissionne officiellement le 19 novembre), Eriko Fukuda, Ben Hashimoto et Akihiro Hatsushika[76]. Siégeant désormais comme indépendants (mais toujours inscrits au groupe démocrate) à la dissolution, certains ont déclaré vouloir rejoindre l'un des petits partis d'opposition : Sakihito Ozawa l'Association pour la restauration du Japon, Eriko Fukuda, Makoto Yamazaki et plus tard (le 19 novembre) Akihiro Hatsushika le « Vent vert » (jusqu'ici seulement un groupe parlementaire à la chambre haute, il peut ainsi être reconnu officiellement comme un parti politique pour avoir dépassé le seuil des cinq parlementaires règlementaires), Osamu Nakagawa Priorité à la vie du peuple (le 21 novembre), Ben Hashimoto le Genzei Nippon (le 20 novembre) et Yoshitada Tomioka Votre Parti[77]. Takashi Nagao pour sa part prévoit de rejoindre la principale force d'opposition, le PLD. Ainsi, à la veille de la dissolution, le PDJ a perdu pour la première fois depuis 2009 sa majorité absolue (tandis que les élus du NPP ne sont plus suffisants pour la compléter). Le 19 novembre 2012 Masahiko Yamada crée avec Shizuka Kamei, ancien dirigeant du NPP, un « Parti anti-TPP, anti-nucléaire et pour le gel de la hausse de la taxe sur la consommation », qui s'associe trois jours plus tard avec le Genzei Nippon.
- le 19 novembre 2012, s'ajoutent aux précédents les 2 députés Naoto Sakaguchi et Hiroshi Kawaguchi, qui rejoignent tous deux l'Association pour la restauration du Japon (le jour même pour Sakaguchi, deux jours plus tard pour Kawaguchi), désormais présidée par Shintarō Ishihara.
- le 30 novembre 2012, Megumu Tsuji, suspendu pour deux mois du parti en août 2012 pour avoir voté contre la hausse de la taxe sur la consommation, annonce quitter le PDJ pour se représenter dans son 17e district de la préfecture d'Osaka sous les couleurs du Parti du futur du Japon.

### Lourde défaite et retour dans l'opposition (2012-2016)
Les élections législatives du 16 décembre 2012 sont une lourde défaite pour la majorité sortante, le PDJ obtenant sa plus faible représentation depuis 1996 (il n'a que cinq députés de plus que le premier Parti démocrate à sa création le 11 septembre 1996). Certains poids lourds ne sont réélus que grâce à la proportionnelle (c'est le cas de l'ancien Premier ministre Naoto Kan à Tōkyō, du président sortant de la Chambre des représentants et chef de la faction des ex-sociaux-démocrates Takahiro Yokomichi à Hokkaidō ou encore l'ancien ministre de l'Agriculture, et autre figure de cette dernière faction, Hirotaka Akamatsu, dans la préfecture d'Aichi). Parmi les membres sortants du gouvernement, sont réélus dans leur circonscription les représentants du « PDJ de seconde génération » (qui rassemble les factions Noda, Maehara et Genba, ainsi que les partisans de Katsuya Okada) les plus hostiles à Ichirō Ozawa, à savoir le Premier ministre Yoshihiko Noda (57,28 % dans la 4e de Chiba), le vice-Premier ministre Katsuya Okada (64,11 % dans la 3e de Mie), le ministre des Affaires étrangères Kōichirō Genba (62,3 % dans la 3e de Fukushima), celui de l'Économie Yukio Edano (45,4 % dans la 5e de Saitama) et celui des Politiques nationales Seiji Maehara (49,35 % dans la 2e de Kyōto). De même, les figures de la direction du mouvement qui sont réélues sont aussi des membres de cette génération : le secrétaire général délégué Jun Azumi (57,9 % dans la 5e de Miyagi), le président du Comité de recherche politique Gōshi Hosono (59 % dans la 5e de Shizuoka) ou celui des Affaires de la Diète Kazunori Yamanoi (33,6 % dans la 6e de Kyōto).
Sont battus en revanche le ministre des Affaires intérieures Shinji Tarutoko et son prédécesseur Tatsuo Kawabata (par ailleurs chef de la faction des ex-PDS) ainsi que le Secrétaire général du Cabinet Osamu Fujimura, tous trois dans la région du Kansai (respectivement dans le 12e district d'Ōsaka, le 1er de Shiga et le 7e d'Ōsaka au vote majoritaire, ils ne sont pas réélus non plus à la proportionnelle), mais aussi le ministre sortant des Finances Kōriki Jōjima (dans le 10e de Kanagawa et le bloc du sud-Kantō), celle de l'Éducation Makiko Tanaka (dans son fief familial du 5e de Niggata mais aussi dans le bloc du Hoku-Shin'etsu), celui de la Santé Wakio Mitsui (dans le 2e d'Hokkaidō), le président de la Commission de sécurité publique Tadamasa Kodaira (dans le 10e d'Hokkaidō) et le ministre chargé des Services financiers Ikkō Nakatsuka (dans le 12e de Kanagawa et le bloc du sud-Kantō), soit 7 des 12 députés au sein du Cabinet sortant qui se représentaient. Le PDJ n'a plus aucune circonscription au vote majoritaire à Hokkaidō (qui a pourtant toujours été un point fort pour le parti, et où il avait gagné en 2009 11 des 12 districts) et à Kyūshū. Parmi les autres poids lourds démocrates qui ne sont pas réélus figure, par exemple, le vice-président et ancien Secrétaire général du Cabinet Yoshito Sengoku. Le NPP pour sa part ne fait que regagner la circonscription du défunt Tadahiro Matsushita (décédé le 10 septembre 2012), le 3e district de la préfecture de Kagoshima sur Kyūshū qu'il avait perdu au profit du PLD à l'occasion d'une élection partielle le 28 octobre précédent. Le candidat du petit parti à cette dernière, Takeshi Noma. Mais les deux députés sortants du Nouveau parti du peuple sont battus, dont le ministre sortant de la Privatisation postale et de la Prévention des catastrophes Mikio Shimoji dans le 1er district d'Okinawa. Yoshihiko Noda annonce le soir même sa démission de la présidence du PDJ, qualifiant la situation pour son parti d'« extrêmement grave ».
Après des hésitations sur la date d'élection du nouveau président du parti, sur le fait surtout de savoir s'il fallait le choisir le plus tôt possible en limitant le scrutin aux seuls parlementaires ou au contraire de prendre du temps afin d'organiser une élection ouverte aux militants et aux élus locaux, c'est la première option qui est choisie et Banri Kaieda est désigné le 25 décembre 2012. Candidat de la rupture d'avec la ligne de Yoshihiko Noda (tout en ayant soutenu certaines de ses réformes emblématiques, dont surtout la hausse de la taxe sur la consommation ou l'adhésion aux négociations du TPP, il reste un proche d'Ichirō Ozawa avec lequel il espère collaborer), soutenu par l'essentiel des factions hostiles à ce dernier, il a obtenu 90 voix de parlementaires contre 54 à Sumio Mabuchi, pour sa part candidat de la continuité.
Le parti est notamment sanctionné pour n'avoir pas su faire face à la catastrophe nucléaire de Fukushima, aux défis de la reconstruction et en raison du doublement du taux de la TVA (de 5 à 10 %).

## Exécutif

### Élection du président
Par tradition, le Premier ministre du Japon est le dirigeant du parti politique qui possède la majorité au parlement. De sa création en 1996 jusqu'à son arrivée au pouvoir en 2009, le PDJ a été dans l'opposition.
Le mode d'élection a évolué au cours du temps depuis 1998 :
- janvier 1999 : le président est élu par les parlementaires et les élus des Assemblées préfectorales, règle adoptée officiellement le 24 août 1999.
- 16 janvier 2000 : Nouvelles règles de l'élection présidentielle du parti adoptée par le 2e congrès du PDJ. Amendées à plusieurs reprises, elles sont toujours en vigueur.

Le président est normalement élu pour un mandat de deux ans, l'élection ayant toujours lieu en septembre. S'il est élu pour succéder à un président démissionnaire, décédé ou empêché, il finit le mandat de son prédécesseur. Dans ce dernier cas seulement, pour éviter une vacance trop longue à la tête du parti, le nouveau dirigeant est élu uniquement par les parlementaires inscrits au parti réunis en Assemblée générale. Sinon, dans le cadre des élections normales, et s'il y a plusieurs candidats, une Convention électorale nationale est organisée, et les votants sont divisés en trois collèges électoraux :
- les militants et « supporters », à savoir chaque membre d'une section locale payant plus de 1 000 yens de cotisation. La totalité de ce collège représente 300 voix, réparties entre les candidats proportionnellement aux votes des militants.
- les élus d'Assemblée locales (municipales et préfectorales) qui ensemble représentent 100 voix à répartir entre les candidats.
- les Parlementaires qui disposent chacun de deux voix, et les candidats déjà investis pour les futures élections nationales qui ont chacun une voix.

S'il n'y a qu'un seul candidat, il est donc vainqueur de fait, l'élection n'a pas lieu et son accession à la tête du parti est officiellement enregistrée par une Convention spéciale composée des membres du bureau sortant et des parlementaires.

### Liste des présidents
- Premier PDJ (1996-1998)

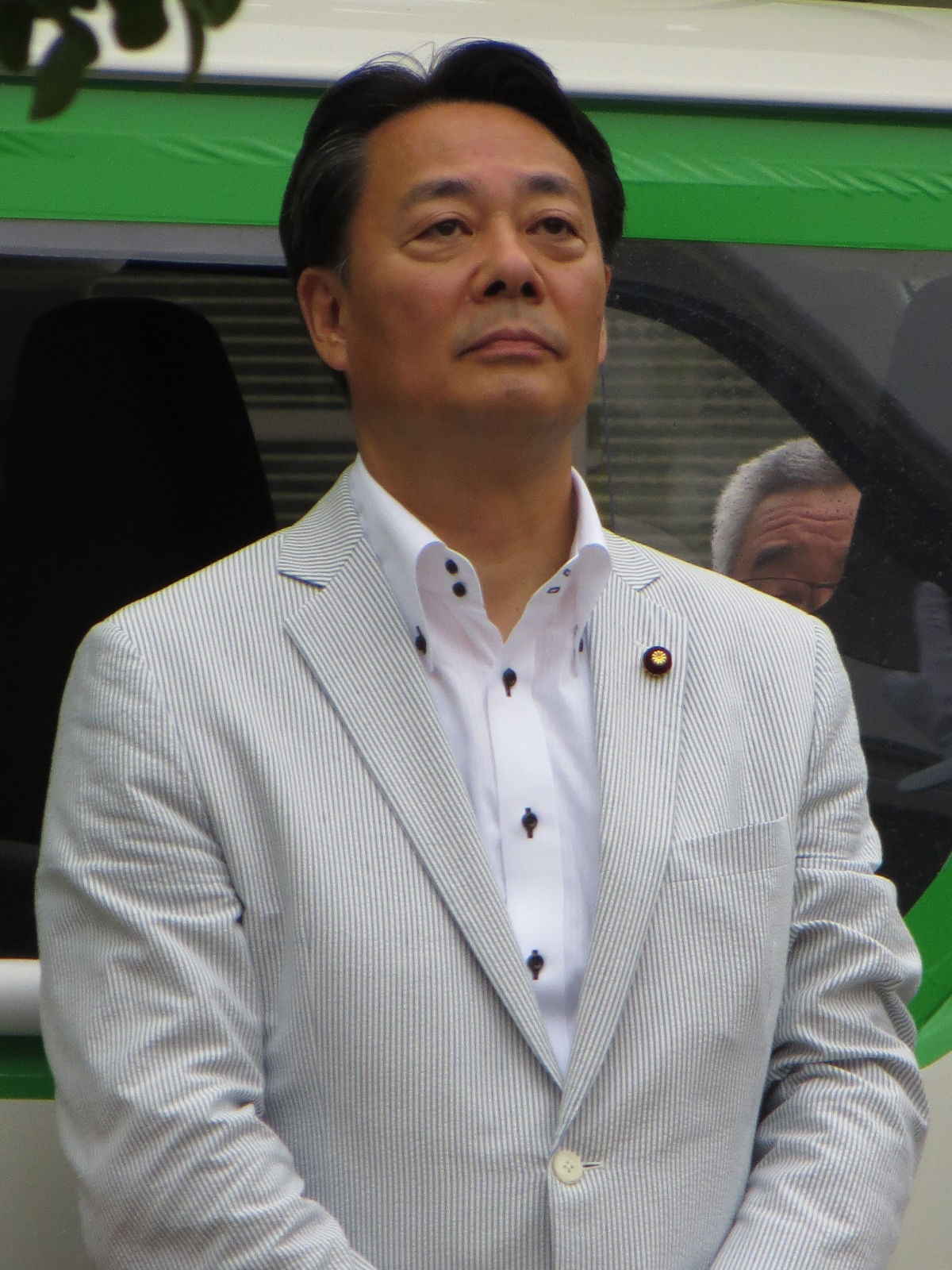
Banri Kaieda, président du parti du 25 décembre 2012 au 15 décembre 2014.

1. 28 septembre 1996 - 16 septembre 1997 : Naoto Kan - Yukio Hatoyama
2. 16 septembre 1997 - 27 avril 1998 : Naoto Kan

- PDJ actuel (1998-)

1. 27 avril 1998 - 25 septembre 1999 : Naoto Kan
2. 25 septembre 1999 - 10 décembre 2002 : Yukio Hatoyama (2e mandat)
3. 10 décembre 2002 - 18 mai 2004 : Naoto Kan (2e mandat)
4. 18 mai 2004 - 17 septembre 2005 : Katsuya Okada
5. 17 septembre 2005 - 7 avril 2006 : Seiji Maehara
6. 7 avril 2006 - 16 mai 2009 : Ichirō Ozawa
7. 16 mai 2009 - 4 juin 2010 : Yukio Hatoyama (3e mandat)
8. 4 juin 2010 - 29 août 2011 : Naoto Kan (3e mandat)
9. 29 août 2011 - 25 décembre 2012 : Yoshihiko Noda
10. 25 décembre 2012 - 15 décembre 2014 : Banri Kaieda
11. 18 janvier 2015 - : Katsuya Okada (2e mandat)

### Bureau politique

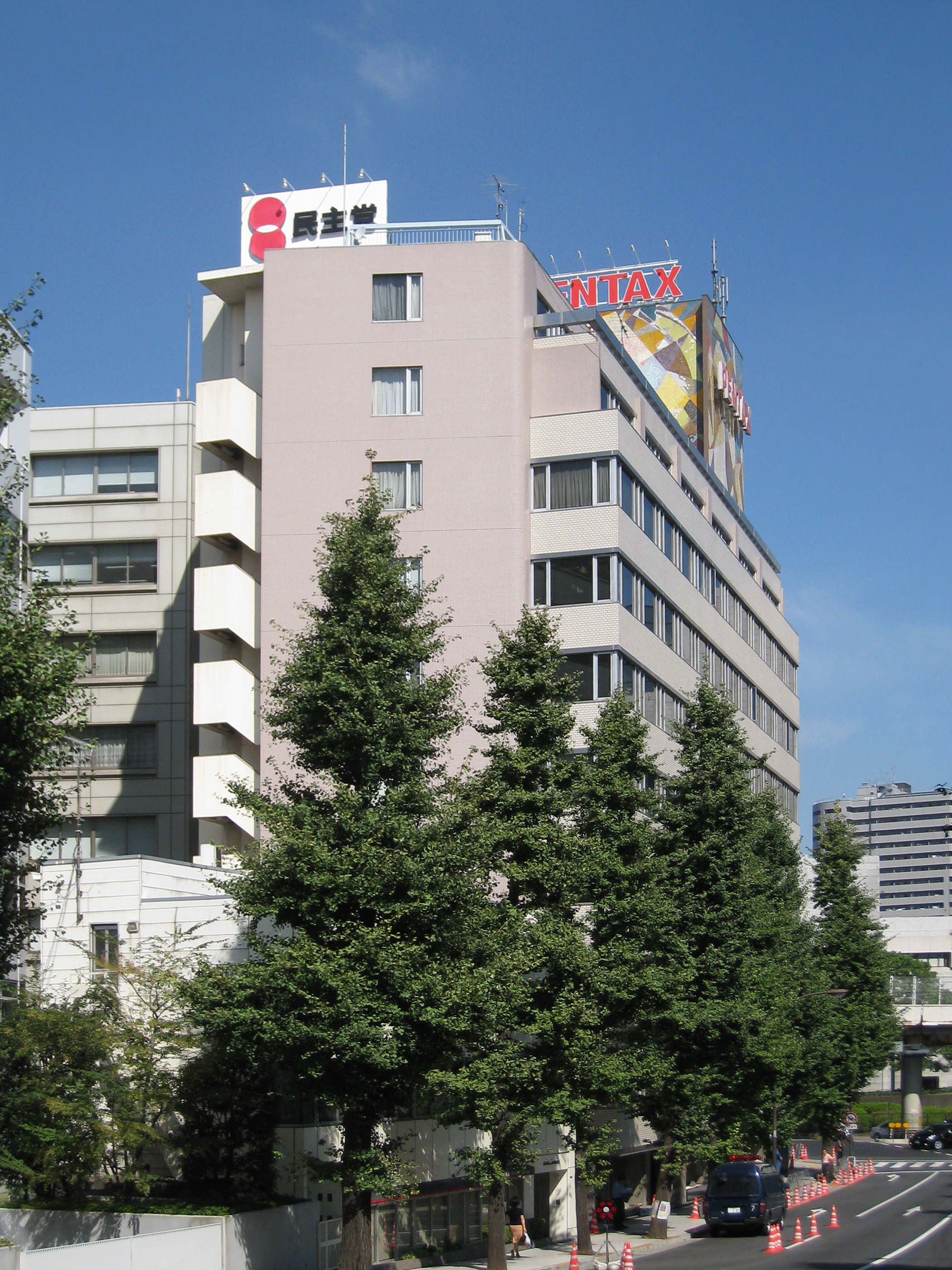
Siège du PDJ

Les membres du bureau central du parti sont nommés par le président du parti. La direction actuelle comprend :
- Conseillers (fonction honorifique, anciennes figures du parti n'étant plus parlementaires) : Tsutomu Hata - Kōzō Watanabe - Hiroshi Nakai - Kansei Nakano - Michihiko Kano - Hirohisa Fujii - Kenji Hirata - Banri Kaieda - Hirotaka Akamatsu
- Conseillers suprêmes (fonction honorifique) : Yoshihiko Noda - Takahiro Yokomichi - Satsuki Eda
- Président : Katsuya Okada
  - Présidents délégués : Akira Nagatsuma - Renhō
  - Vice-présidents : Toshimi Kitazawa - Naoki Tanaka - Kazuhiro Haraguchi  (également président de la Commission de contrôle de l'élection du président) - Mieko Kamimoto (également présidente du Quartier général de promotion de l'égalité homme-femme)
- Secrétaire général : Yukio Edano
  - secrétaires généraux adjoints : Shōichi Kondō - Tetsurō Fukuyama
  - chef du bureau exécutif : Yōsuke Kondō
- Président du Comité de recherche politique : Gōshi Hosono
  - Présidents adjoints du Comité de recherche politique : Kiyomi Tsujimoto - Atsushi Ōshima - Kōhei Ōtsuka
- Président du Comité des Affaires de la Diète : Yoshiaki Takaki
  - Président adjoint du Comité des Affaires de la Diète : Jun Azumi
- Président du groupe PDJ à la Chambre des conseillers : Akira Gunji
  - secrétaire général du groupe PDJ à la Chambre des conseillers : Yūichirō Hata
  - président du Comité des Affaires de la Diète du groupe PDJ à la Chambre des conseillers : Kazuya Shimba
- Président du Conseil exécutif permanent (assure l'intérim du bureau après sa démission ou son empêchement, et prépare les élections du président) : Takeshi Maeda
- Présidente du Quartier général de la promotion de l'égalité homme-femme : Mieko Kamimoto (également vice-présidente du parti)
- Président de la Commission de la stratégie électorale : Kōichirō Genba
- Président de la Commission des affaires générales : Shun'ichi Mizuoka
- Président de la Commission des affaires internationales : Yukihisa Fujita
- Président de la Commission des finances : Toshio Ogawa
- Président de la Commission de l'organisation : Kōichi Takemasa
- Président de la Commission des relations publiques : Kumiko Hayashi
- Président de la Commission des Entreprises et des Organisations extérieures : Minoru Yanagida
- Président de la Commission des Rassemblements nationaux et de la Commission de la jeunesse : Takahiro Kuroiwa
- Conseillers exécutifs :
  - Hokkaidō :
  - Tōhoku :
  - Nord-Kantō :
  - Sud-Kantō :
  - Tōkyō :
  - Hokuriku-Shinetsu :
  - Tōkai :
  - Kinki :
  - Chūgoku :
  - Shikoku :
  - Kyūshū :
- Président de l'Assemblée générale des Parlementaires : Masayuki Naoshima
- Président du Congrès : Masaharu Nakagawa
- Président de la Commission de contrôle de l'élection du président : Kazuhiro Haraguchi (également vice-président)
- Auditeurs : Izumi Yoshida (également vice-président du Comité des Affaires de la Diète) - Masashi Fujiwara
- Président de la Commission de l'éthique : Hiroyuki Nagahama

## Idéologie
Le slogan du parti est : « Construire une société libre et sûre ». Il se présente comme le mouvement des « citoyens, contribuables et consommateurs » luttant contre un « ancien régime » dominé par la « bureaucratie », le « conservatisme » et les « intérêts particuliers » pour « créer une société nouvelle, flexible, riche qui met en valeur l'individualité et la vitalité du peuple » et « gouvernée avec des règles transparentes, justes et loyales ». Généralement classé par les observateurs politiques et les médias comme de centre gauche, le PDJ a néanmoins hérité des nombreux partis différents qui l'ont constitué un fort éventail idéologique qui se retrouve dans l'organisation des différentes factions, notamment, et se définit lui-même depuis 1998 comme relevant du « Centre démocratique » (民主中道, Minshu Chūdō).

### Économie, système social et administration: «à la fois Thatcher et Blair»
Le premier président du parti, Naoto Kan, avait déclaré en 1998 : « Nous devons porter dans le même temps les projets tant de Margaret Thatcher et de Tony Blair »,. En effet, comme la première, il développe une approche qui pourrait apparaître néo-libérale de réduction du poids de l'administration d'État par la défense de l'homme politique élu face aux fonctionnaires, la décentralisation, la déconcentration et la dérégulation. Ces réformes structurelles doivent aboutir à un renforcement du rôle et du poids des citoyens et de l'échelon local. Mais, son approche économique et financière est plus proche de celle des Nouveaux démocrates américains ou du New Labour de Tony Blair, sous un angle donc social-libéral et d'une troisième voie entre libéralisme économique et état providence, avec la reconnaissance et la défense de l'économie de marché, régulée sur le plan social et environnemental.
Il croit au développement économique par la consommation intérieure et est donc favorable tant à une baisse de la fiscalité et au renforcement du système de sécurité social (par la généralisation et l'uniformisation des systèmes de retraite, la création ou l'augmentation d'aides sociales notamment familiales, la mise en place de revenus minimums surtout pour les personnes âgées et la réduction de la précarité de l'emploi) en le finançant par une hausse de la taxe sur la consommation (mais la définition de l'échéance d'une telle augmentation fait débat, Yukio Hatoyama s'étant engagé à ne pas le faire durant la législature débutée en 2009, tandis que d'autres, dont Katsuya Okada, Naoto Kan, Yoshihiko Noda ou Hirohisa Fujii, militent pour qu'un débat soit ouvert pour une hausse rapide) et une réduction des dépenses dites « inutiles » telles que les chantiers de travaux publics de grande envergure (routes, ponts, barrages) développés depuis les années 1970 par le PLD. Il estime également que le gouvernement doit intervenir en partie dans le secteur économique et financier avec un rôle de réorganisateur du système et de moralisateur des pratiques, il se refuse notamment le plus possible à recourir à l'argent public pour renflouer les banques ou entreprises non viables et préfère les laisser aller jusqu'à la banqueroute pour permettre la prise en main de leur restructuration par l'État. C'est notamment le choix fait par le gouvernement Hatoyama concernant la faillite de Japan Airlines.
Ses membres sont d'autre part divisés sur la question du poids du politique et du gouvernement dans la définition des taux de change : certains, dont Hirohisa Fujii ou Yukio Hatoyama, sont partisans du « laissez-faire » et donc de taux définis par le marché seul ainsi que de l'indépendance totale de la Banque du Japon sur une ligne proche de l'ordolibéralisme allemand ; d'autres, comme Naoto Kan ou Yoshihiko Noda, se sont néanmoins déclarés en faveur d'une plus grande coopération entre le Cabinet et la Banque du Japon pour limiter le risque de trop fortes fluctuations par rapport au dollar.
Le Parti démocrate a approuvé en 2013 la loi visant à repousser à 65 ans l’âge du départ à la retraite des travailleurs.

### Unlibéralisme politiqueet sociétal
Il affirme défendre les principales valeurs de la constitution à savoir : « souveraineté populaire, respect des droits fondamentaux de l'Homme, pacifisme ». Il adopte généralement une approche libérale sur les questions sociétales, institutionnelles et judiciaires, nombre de ses membres défendant entre autres l'abolition de la peine de mort (c'est le cas des Premiers ministres Yukio Hatoyama puis Naoto Kan et des ministres successifs de la Justice Keiko Chiba et Satsuki Eda) ou au moins le lancement d'un débat national sur la question (position de Hideo Hiraoka), le droit de vote pour les étrangers résidents aux élections locales et la création d'une « citoyenneté plus ouverte » et donc d'une politique d'immigration plus flexible, ou encore l'émancipation des femmes. Il milite également pour un strict respect des libertés individuelles et privées, et veut donc renforcer le contrôle des forces de l'ordre et la transparence des procédures pénales (entre autres en filmant les interrogatoires). Environnementaliste et défendant une forte réduction des gaz à effets de serre avec des échéances chiffrées exigeantes (25 % de gaz en moins d'ici 2020 par rapport au niveau de 1990), il défend la recherche de sources d'énergies alternatives, le renforcement de la sécurité du nucléaire civil (certains, et en tout premier lieu le Premier ministre Naoto Kan, militant pour une réduction de la dépendance énergétique vis-à-vis du nucléaire après l'accident de Fukushima en 2011, mais un débat interne existe sur le sujet) et le développement de nouvelles technologies dites « vertes ».

### Affaires étrangères et sécurité
Le point central du projet diplomatique du PDJ est généralement résumé par la phrase « joji churyu naki Ampo », soit littéralement « Le Traité de sécurité Japon-États-Unis sans la présence continue de forces américaines au Japon », ou tout du moins « avec une présence conditionnelle » (la présence ou non, et surtout la gradation du retrait des troupes américaines est sujet à débat à l'intérieur du parti). Toutefois, le parti comprend une aile gauche, héritière des anciens mouvements sociaux-démocrates, profondément pacifiste et anti-militariste hostile à toute renaissance d'une armée japonaise, et des « faucons » (surtout issus de la jeune génération, généralement représentés par Seiji Maehara) qui veulent se doter d'une armée et d'une diplomatie plus combattive notamment à l'égard des dictatures de la région et considérées comme des menaces telles que la Corée du Nord, en passant par ceux, comme Yukio Hatoyama ou Katsuya Okada, qui veulent au contraire mettre l'accent sur un apaisement de la situation régionale et un rapprochement avec la Chine en vue de la constitution d'une « Communauté est-asiatique » sur le modèle européen.
Une voie médiane, position officielle du parti reprise dans chaque programme électoral et comprenant des positions communes aux différentes tendances internes, a été définie en 2004 par le président du parti de l'époque, et ministre des Affaires étrangères de 2009 à 2010, Katsuya Okada, d'où le nom de « Vision Okada » : tout en reconnaissant le rôle central de l'alliance avec les États-Unis dans la politique étrangère japonaise, il milite pour que cette relation soit plus équilibrée et moins exclusive notamment en renforçant la coopération régionale avec les voisins de la région Asie-Pacifique et le renforcement de l'« indépendance nationale » du Japon dans le respect des valeurs constitutionnelles et du droit international. S'il ne s'oppose pas à la reconnaissance des Forces japonaises d'autodéfense comme une armée à part entière, il veut conditionner toute intervention à l'étranger de ces dernières aux seules opérations mandatées par l'Organisation des Nations unies. Pour cela il s'est opposé à l'envoi de forces japonaises en Irak et a décidé de ne pas reconduire la mission de ravitaillement engagée depuis 2001 en Afghanistan. Il veut également faire du Japon un pays au premier plan sur la scène internationale pour ce qui est des questions du désarmement et de la non-prolifération nucléaire (en militant pour que les puissances nucléaires appliquent le principe du No First Use NFU, à savoir qu'elles s'engagent à n'utiliser la force nucléaire que pour riposter contre une attaque nucléaire).

### Factions
Il existe au sein du parti une multitude de tendances avec des variations idéologiques, allant de la social-démocratie au libéralisme, avec des franges conservatrices ou socialistes. Le PDJ est donc divisé depuis sa création, à l'instar de son principal adversaire le PLD, en une multitude de factions (派閥, habatsu), autant divisées sur le plan idéologique que correspondant à des luttes de personnes (les principes politiques peuvent également varier au sein même d'une faction). Le poids important des militants dans l'élection du président du parti a néanmoins toujours limité, sans les faire disparaître, les luttes internes entre ces groupes de pression, en comparaison au poids qu'ils peuvent avoir ou ont pu avoir au PLD. De plus, il est possible d'être membre de plusieurs factions à la fois.
Il y a actuellement 14 factions au sein du PDJ et 7 anciens groupes ayant disparu ou étant inactifs depuis 2012, qui, bien qu'elles disposent toutes d'un nom officiel, sont généralement désignées sous le nom de la personnalité la dirigeant. Ainsi, le Comité de recherche sur la structure du pays est généralement appelé le groupe Kan (菅グループ, Kan-gurūpo).

#### Factions actuelles
| Faction         | Dénomination officielle | Création | Principaux idéaux | Parti d'origine            | Président                                                                                               | Rep. | Cons. | Min. suiv. | Postes de l'exécutif détenus |
| --------------- | --- | -------- | --- | -------------------------- | --- | ---- | ----- | ---------- | --- |
| Kan             | Comité de recherche sur la structure du pays (国のかたち研究会, Koku-no-katachi kenkyūkai)                                                                    | 2000     | Troisième voie Activisme citoyen Progressisme Multilatéralisme                                                                                              | NPS (ex FSD)               | Naoto Kan                                                                                               | 17   | 8     | 4          | Conseiller suprême (Satsuki Eda), Secrétaire général (Yukio Edano), Vice-secrétaire général (Takashi Shinohara), Chef du bureau exécutif (Satoshi Arai) |
| Ex-PDS          | Association démocrate socialiste (民社協会, Minsha kyōkai) | 1998     | Socialisme démocratique Lien avec les syndicats du privé Interventionnisme diplomatique                                                                     | NPF (ex-PDS)               | Yoshiaki Takaki                                                                                         | 8    | 7     | 1          | Conseillers (Hiroshi Nakai, Kansei Nakano, Kenji Hirata), Président délégué (Yoshiaki Takaki), Président du Comité des Affaires de la Diète et vice-président de la Chambre des représentants (Tatsuo Kawabata), Secrétaire générale déléguée (Makiko Kikuta), Président de l'Assemblée générale des parlementaires (Masayuki Naoshima)                                                         |
| Maehara-Edano   | Comité Ryōun (凌雲会, Ryōunkai) | 2002     | Rajeunissement du parti (2e génération) Libéralisme économique Progressisme Interventionnisme diplomatique et militaire Américanophilie et multilatéralisme | NPS NPJ Jeunes élus        | Seiji Maehara Yukio Edano                                                                               | 10   | 3     | 6          | Secrétaire général (Yukio Edano), Secrétaire général délégué (Shū Watanabe), Président du Comité de recherche politique (Tetsurō Fukuyama), Président de la Commission des Rassemblements nationaux et de la Commission de la jeunesse (Kenta Izumi) |
| Ex-PSJ          | Bureau de discussion pour un nouveau gouvernement (新政局懇談会, Shin-seikyoku kondankai)                                                                     | 1998     | Social-démocratie Lien avec les syndicats du public Multilatéralisme                                                                                        | PSD (ex PSJ)               | Takahiro Yokomichi Hirotaka Akamatsu Azuma Koshiishi                                                    | 4    | 9     | 2          | Conseiller suprême (Takahiro Yokomichi), Vice-président de la Chambre des conseillers (Azuma Koshiishi), Président du groupe PDJ à la Chambre des conseillers (Akira Gunji), Vice-présidente du parti (Mieko Kamimoto), Secrétaire général adjoint (Toshiyaki Katō), Présidente de la Commission des femmes (Kazuko Kōri)                                                                       |
| Hosono          | Comité du serment (自誓会, Jiseikai) | 2014     | Rajeunissement et ouverture du parti (3e génération) Progressisme Troisième voie                                                                            | Jeunes élus                | Gōshi Hosono                                                                                            | 8    | 2     | 2          | Président adjoint du Comité des Affaires de la Diète (Hirofumi Ryū) |
| Ōhata (ex-Kano) | « Comité de l'échange élémentaire » (素交会, Sokōkai) | 2011     | Conservatisme « de gauche » Social-démocratie Protectionnisme Unité du parti                                                                                | Shinshintō PSJ Jeunes élus | Michihiko Kano Akihiro Ōhata                                                                            | 5    | 5     | 3          | Conseiller (Michihiko Kano), Président du Conseil exécutif permanent (Akihiro Ōhata), Vice-président (Takeshi Maeda), Président délégué du Comité de recherche politique (Atsushi Ōshima), Vice-secrétaire général (Takashi Shinohara) |
| Genba           | Comité de recherche « Grand dessein du Japon » (『日本のグランド・デザイン』研究会, "Nihon no gurando-dezain" kenkyūkai)                                      | 2011     | Rajeunissement du parti (2e génération) Réformisme libéral Anti-Ozawa                                                                                       | Jeunes élus                | Koichirō Genba                                                                                          | 6    | 3     | 1          | Vice-secrétaire général (Shūhei Kishimoto) |
| Noda-Nagashima  | Comité du bouquet de fleurs (花斉会, Kaseikai) | 2006     | Rajeunissement du parti (2e génération) Néo-conservatisme Réformisme administratif Nationalisme                                                             | NPS NPJ Shinseitō          | Yoshihiko Noda Osamu Fujimura,                                                                          | 5    | 4     | 2          | Conseiller suprême (Yoshihiko Noda), Président de la Commission des affaires financières et Conseiller exécutif pour le Nord-Kantō (Kōichi Takemasa), Président de la Commission des Rassemblements nationaux et du Démarchage électoral (Yōsuke Kondō), Conseiller exécutif pour Tōkyō (Akihisa Nagashima)                                                                                     |
| Hata            | Comité de recherche pour une stratégie gouvernementale (政権戦略研究会, Seiken senryaku kenkyūkai)                                                            | 1998     | Conservatisme « de gauche » Centrisme Multilatéralisme | PBG                        | Tsutomu Hata Kōzō Watanabe Hajime Ishii Michihiko Kano Kansei Nakano Shinji Tarutoko Kazuhiro Haraguchi | 3    | 4     | 2          | Conseillers (Tsutomu Hata, Kōzō Watanabe, Kansei Nakano, Michihiko Kano), Secrétaire général délégué (Masaharu Nakagawa), Secrétaire général délégué du parti et secrétaire général du groupe à la Chambre des conseillers (Yūichirō Hata), Vice-présidents du parti (Kazuhiro Haraguchi, Takeshi Maeda), Vice-président du parti et président de la Commission de l'éthique (Toshimi Kitazawa) |
| ex-Fukuda       | « Conseil des nouveaux élus pour achever une vraie réforme intégrée » (真の一体改革を実現する一期生の会, Shin no ittai-kaikaku o jitsugensuru ikkisei no kai) | 2012     | Rajeunissement du parti (3e génération) Anti-hausse sur la taxe sur la consommation Environnementalisme                                                     | Jeunes élus                | Eriko Fukuda Yoshifu Arita                                                                              | 3    | 4     | 1          | |
| Hiraoka-Kondō   | Comité des Libéraux (リベラルの会, Riberaru-no-kai) | 2004     | Social-libéralisme Anti-réformisme constitutionnel Pacifisme                                                                                                | Jeunes élus                | Shōichi Kondō Hideo Hiraoka                                                                             | 4    | 2     | 1          | Présidente de la Commission des femmes (Kazuko Kōri) |
| Kira-Nagashima  | « Conseil pour penser l'intérêt national » (国益を考える会, Kokueki o kangaeru-kai)                                                                           | 2011     | Rajeunissement du parti (3e génération) Néo-conservatisme Nationalisme japonais                                                                             | Jeunes élus                | Shūji Kira Akihisa Nagashima                                                                            | 3    | 4     | 0          | |
| Tamaki          | « Conseil des Fondations » (礎会, Ishizue no kai) | 2012     | Rajeunissement du parti (3e génération) Centrisme | Jeunes élus depuis 2009    | Yūichirō Tamaki                                                                                         | 4    | 0     | 0          | |
| Akamatsu        | Sanctuaire (サンクチュアリ, Sankuchuari) | 2012     | Social-démocratie Social-libéralisme Lien avec les syndicats                                                                                                | Jeunes élus                | Hirotaka Akamatsu Banri Kaieda                                                                          | 1    | 0     | 0          | |

#### Factions disparues ou inactives depuis 2012
| Faction           | Dénomination officielle | Création | Disparition/Mise en sommeil | Principaux idéaux                                                             | Parti d'origine                                    | Chefs historiques                            |
| ----------------- | --- | -------- | --------------------------- | ----------------------------------------------------------------------------- | -------------------------------------------------- | -------------------------------------------- |
| ex-Hatoyama       | groupe Hatoyama (鳩山グループ, Hatoyama-gurūpo)                                                                             | 2002     | 2012                        | Troisième voie Libéralisme politique Multilatéralisme                         | -                                                  | Yukio Hatoyama Banri Kaieda                  |
| ex-Hatoyama       | « Conseil pour mettre en place le programme de gouvernement » (政権公約を実現する会, Seiken kōyaku o jitsugensuru kai)      | 2002     | 2012                        | Troisième voie Libéralisme politique Multilatéralisme                         | NPS (ex PLD)                                       | Yukio Hatoyama Banri Kaieda                  |
| ex-Hatoyama       | Comité des volontaires (雄志会, Yūshikai)                                                                                   | 2010     | 2012                        | Troisième voie Libéralisme politique Multilatéralisme                         | Nouveaux élus en 2009                              | Jin Matsubara Hirofumi Hirano                |
| ex-Ozawa          | Groupe Ozawa (小沢グループ, Ozawa-gurūpo)                                                                                   | 2003     | 2012                        | Conservatisme « de gauche » Social-libéralisme Interventionnisme diplomatique | -                                                  | Ichirō Ozawa Banri Kaieda Kazuhiro Haraguchi |
| ex-Ozawa          | Comité du Renouveau (一新会, Isshinkai)                                                                                     | 2004     | 2012                        | Conservatisme « de gauche » Social-libéralisme Interventionnisme diplomatique | Shinshintō Parti libéral Jeunes élus               | Tenzō Okumura                                |
| ex-Ozawa          | Membres démocrates du Comité de recherche pour une nouvelle politique (新しい政策研究会, Atarashii Seisaku Kenkyūkai)       | 2011     | 2012                        | Conservatisme « de gauche » Social-libéralisme Interventionnisme diplomatique | Shinshintō Parti libéral Autres partis Jeunes élus | Ichirō Ozawa                                 |
| ex-Ozawa          | Groupe des anciens libéraux (旧自由党グループ, kyū-Jiyutō-gurūpo)                                                           | 2003     | 2012                        | Conservatisme « de gauche » Social-libéralisme Interventionnisme diplomatique | Parti libéral                                      | Ichirō Ozawa                                 |
| ex-Ozawa          | Comité du jeudi (木曜会, Mokuyōkai)                                                                                         | 2010     | 2012                        | Conservatisme « de gauche » Social-libéralisme Interventionnisme diplomatique | Conseillers récents                                | Naoki Tanaka                                 |
| ex-Ozawa          | Autres | -        | -                           | Conservatisme « de gauche » Social-libéralisme Interventionnisme diplomatique | NPS Parti libéral Jeunes élus                      | -                                            |
| ex-Tarutoko       | Comité de la montagne bleue (青山会, Aoyamakai)                                                                             | 2010     | 2012                        | Centrisme Équilibre pro/anti-Ozawa Rajeunissement du parti                    | Shinshintō Indépendants Jeunes élus Élus récents   | Shinji Tarutoko Takeaki Matsumoto            |
| ex-Sakihito Ozawa | Comité de recherche pour une vision nationale du 21e siècle (21世紀国家ビジョン研究会, Ni-jū-issei kikokka bijon kenkyūkai) | 2010     | 2012                        | Social-libéralisme Alliance Ozawa-Hatoyama                                    | NPJ puis NPS Parti libéral NPP Jeunes élus         | Sakihito Ozawa Makiko Kikuta                 |
| Haraguchi         | « Restauration du Japon : V-democrats » (日本維新・V-democrats, Nihon Ishin・V-democrats)                                   | 2011     | 2012                        | Réformisme administratif Décentralisation Pro-Ozawa                           | Jeunes élus                                        | Kazuhiro Haraguchi                           |
| Tsushima-Kii      | Melos Net (メロスネット, Merosu Netto)                                                                                      | 2011     | 2012                        | Rajeunissement du parti (3e génération) Centrisme Anti-Kan                    | Jeunes élus                                        | Kyōichi Tsushima Takashi Kii                 |

## Résultats électoraux

### Chambre des représentants
| Année | Sièges    | Circonscriptions | Circonscriptions | Proportionnel | Proportionnel |
| Année | Sièges    | Voix             | %                | Voix          | %             |
| ----- | --------- | ---------------- | ---------------- | ------------- | ------------- |
| 2000  | 127 / 480 | 16 811 732       | 27,61            | 15 067 990    | 25,18         |
| 2003  | 177 / 480 | 21 814 154       | 36,66            | 22 095 636    | 37,39         |
| 2005  | 113 / 480 | 24 804 786       | 36,44            | 21 036 425    | 31,02         |
| 2009  | 308 / 480 | 33 475 334       | 47,43            | 29 844 799    | 42,41         |
| 2012  | 57 / 480  | 13 598 773       | 22,81            | 9 268 653     | 15,49         |
| 2014  | 73 / 475  | 11 916 838       | 22,50            | 9 775 991     | 18,33         |

### Chambre des conseillers
| Année | Total des sièges | Sièges gagnés | Proportionnel | Proportionnel | Circonscriptions | Circonscriptions |
| Année | Total des sièges | Sièges gagnés | Voix          | %             | Voix             | %                |
| ----- | ---------------- | ------------- | ------------- | ------------- | ---------------- | ---------------- |
| 1998  | 47 / 252         | 27 / 126      | 12 209 685    | 21,75         | 9 063 939        | 16,20            |
| 2001  | 59 / 247         | 26 / 121      | 8 990 524     | 16,42         | 10 066 552       | 18,53            |
| 2004  | 82 / 242         | 50 / 121      | 21 137 457    | 37,79         | 21 931 984       | 39,09            |
| 2007  | 109 / 242        | 60 / 121      | 23 256 247    | 39,48         | 24 006 817       | 40,45            |
| 2010  | 106 / 242        | 44 / 121      | 18 450 139    | 31,56         | 22 756 000       | 38,97            |
| 2013  | 59 / 242         | 17 / 121      | 7 268 653     | 13,4          | 8 646 371        | 16,29            |